# Fotografie dětí

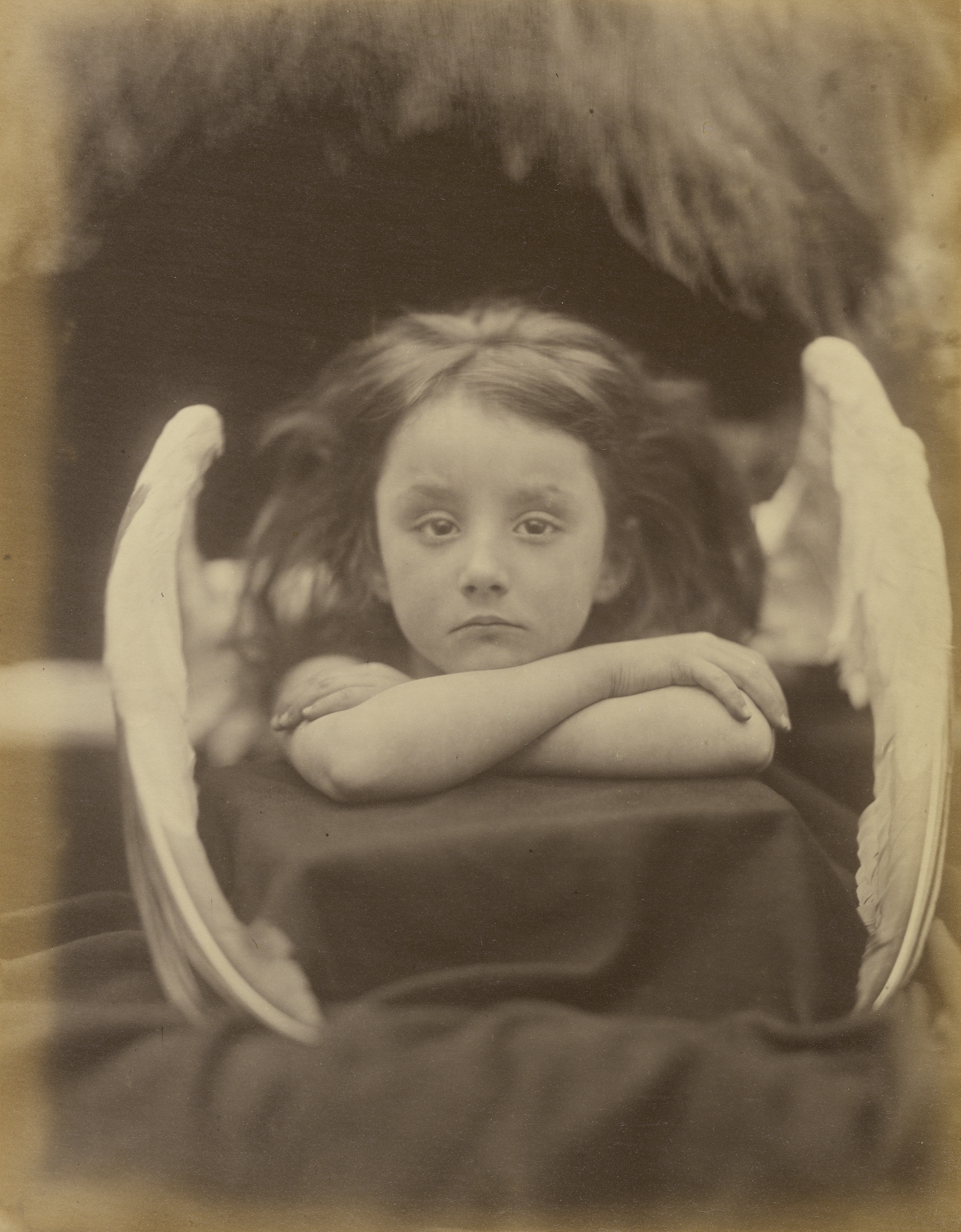
Julia Margaret Cameronová: Čekám, albuminový tisk, 1872

Fotografie dětí (nebo také fotografování dětí) je zachycení podoby jednoho dítěte nebo více dětí na fotografii, ve které převládá tvář a její výraz. Cílem je, aby fotografie zobrazila podobu, osobitost nebo náladu portrétovaného. Stejně jako ostatní způsoby portrétování, zaměřuje se fotografie především také na tvář osoby, ale na snímku může být i část těla, nebo celá postava a doplňující pozadí. Portrét není náhodný snímek, ale komponovaný obraz osoby ve statické pozici. Portrét často zobrazuje osobu hledící přímo do objektivu, ale pohled může být směrován i mimo osu.
| „              | Jednou z nejkrásnějších věcí na dětech je jejich bezprostřednost. | “ |
| — Radka Tezaur |                                                                   |   |

## Úvod

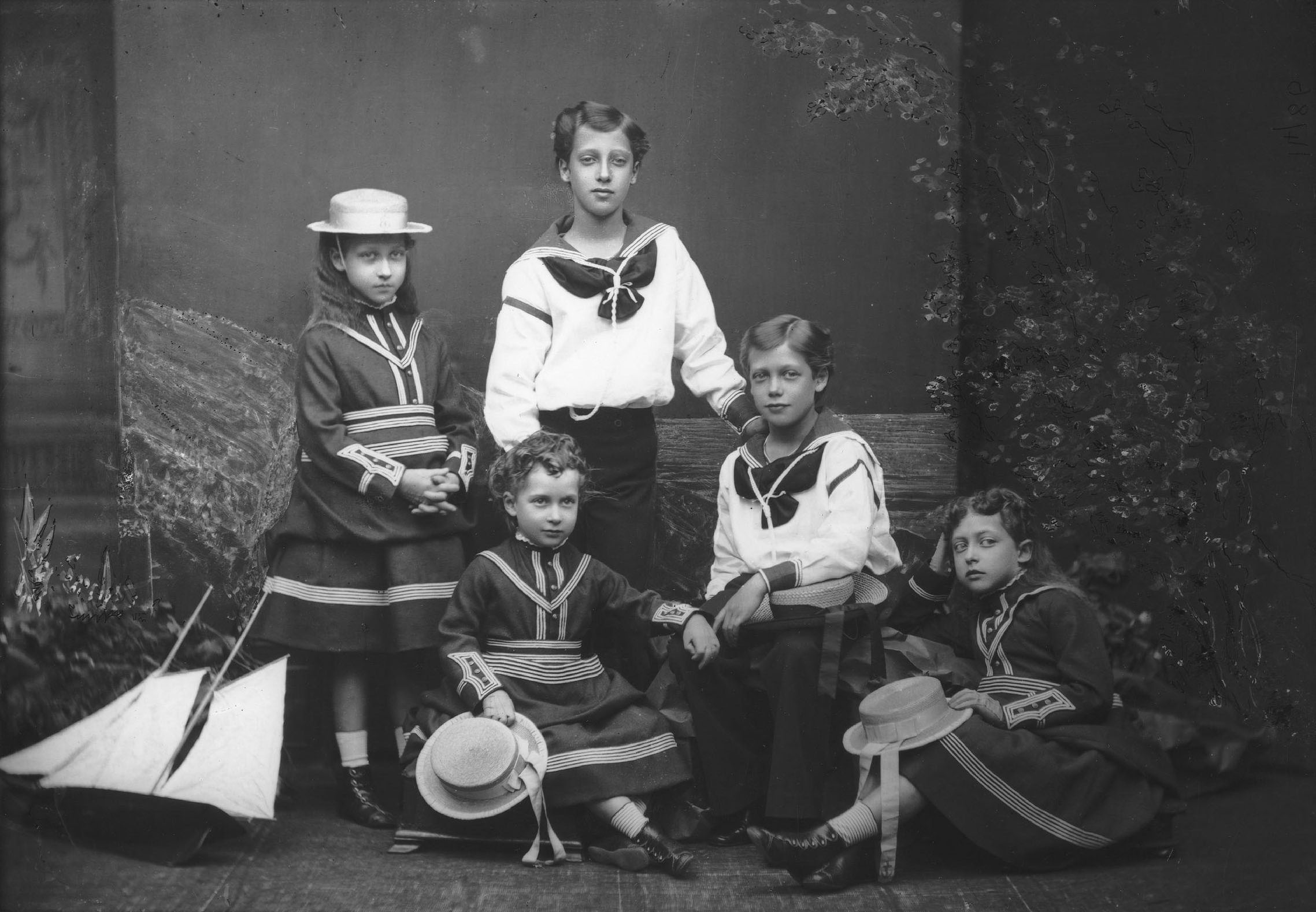
Alexander Bassano: Děti z královské rodiny

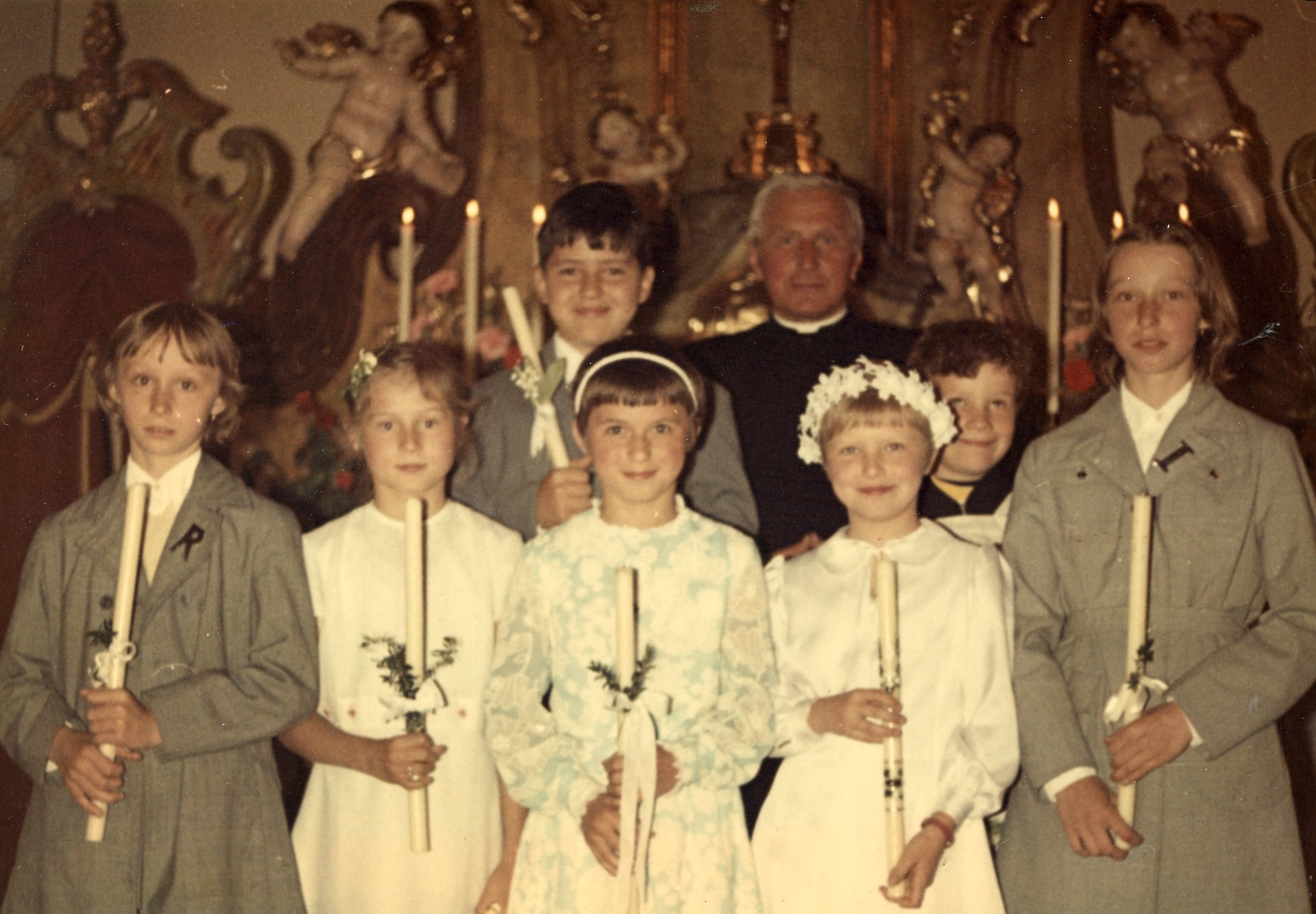
Fotografie pořízená při prvním sv. přijímání

Děti se fotografují prakticky od narození až do dospělosti. Obvykle při různých slavnostních a výjimečných situacích, jako jsou Velikonoce, Vánoce, křtiny, narozeniny, první svaté přijímání, biřmování nebo rodinné výlety. Zajímavé jsou však i zcela obyčejné a banální situace. Fotograf zachycuje, jak se dětská podoba mění s přibývajícím věkem. K pořízení památečních snímků dětí stačí v podstatě jakýkoliv fotografický přístroj. Lze pořídit formální aranžovaný snímek nebo snímek nearanžovaný, neformální. V interiéru nebo v exteriéru, s umělým nebo přirozeným světlem nebo přirozeným či umělým pozadím. Fotografie může obsahovat osobou samotnou, nebo více osob, nebo dítě s rekvizitou. Prostředí hraje důležitou roli při reportážní fotografii. Dalším druhem fotografie dětí je společná skupinová fotografie. Ta patří k inscenované fotografii se strategickou kompozicí a důrazem na motiv a rozvržení prvků v obraze – před expozicí nebo v průběhu expozice. Nachází široké platnění v různých žánrech a oblastech – při slavnostních událostech jako jsou svatby, zahájení nebo ukončení studia, rodinná setkání, dokumentace významných událostí a podobně. Děti na snímku vyjadřují příslušnost k určité rodinné, společenské, organizační, studijní, sportovní nebo jiné skupině.
| „                                          | Děti a méně vyrostlí ať postaví se do řady první, nemluvňátka a malé dítky berou se na klín rodičův. | “ |
| — Antonín Markl, fotograf a lučebník, 1863 | |   |

Do kategorie fotografování dětí lze zařadit i těhotenské snímky. Zajímavé jsou snímky zvětšujícího se bříška, obligátní ultrazvukové záběry, ale je možné snímat také pozitivní těhotenský test, nebo připravenou dětskou výbavu.
| „                   | Dětský portrét patří spolu s identitou, rodinou nebo vlastním obrazovým zápisníkem mezi nejmodernější témata dnešní doby. | “ |
| — Radim Žůrek, 2010 | |   |

### Školní fotografie

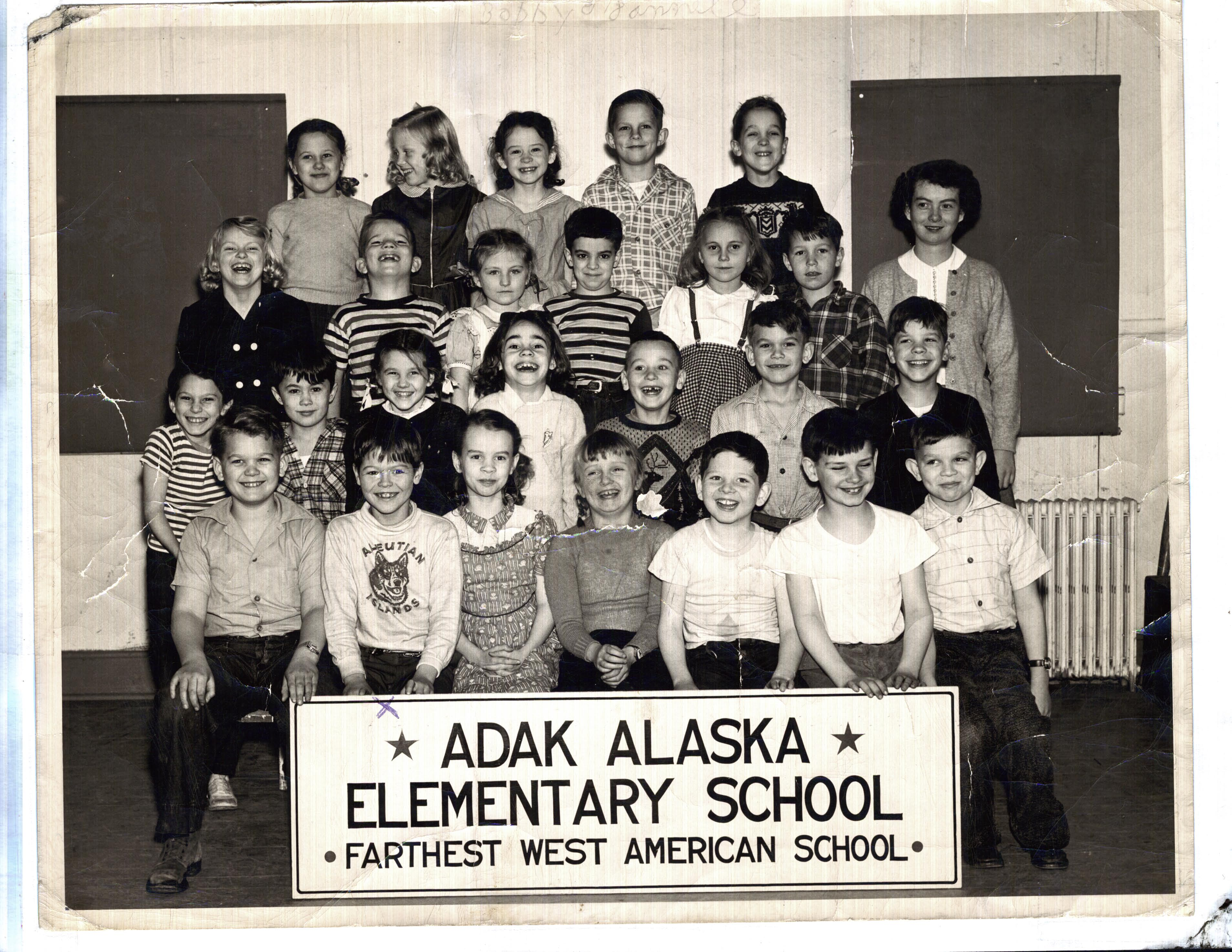
Základní škola Adak Aljaška, školní fotografie, 1947

Školní fotografie je forma vzpomínkové fotografie obvykle formou společné skupinové fotografie objevující se od roku 1880. Portrétní snímky dětí docházejících do školy pořizovali speciálně vybavení školní fotografové. Na paspartě snímku, nebo na deskách, stál obyčejně nápis ve smyslu Vzpomínka na má školní léta nebo jméno školy a rok studia. Fotografie byly zpočátku – v závislosti na technických možnostech fotografie – pořizovány v exteriéru za denního světla. Vhodné prostředí pro kompozici bylo schodiště, jako pozadí sloužila budova školy, před kterou pózovalo často až 60 dětí školního věku, společně s učitelem. Na snímek se musel jednak často vměstnat velký počet fotografovaných osob, na druhé straně fotograf potřeboval dostatek světla pro co nejkratší čas expozice a dostatečnou hloubku ostrosti pro vykreslení detailů. Zlepšující se technické vybavení, možnosti snímání v horších světelných podmínkách a širokoúhlé objektivy umožnily nové možnosti vyjádření. Asi od roku 1900 se začaly objevovat také skupinové snímky žáků z učeben. Školní fotografie křížem krážem z různých zemí a dob poskytují informace o vývoji fotografické techniky, principech skupinové fotografie, ukazují vývoj žáků a studentů, jejich svobodu a kázeň a samozřejmě vývoj dětské módy.

### Amatérská fotografie

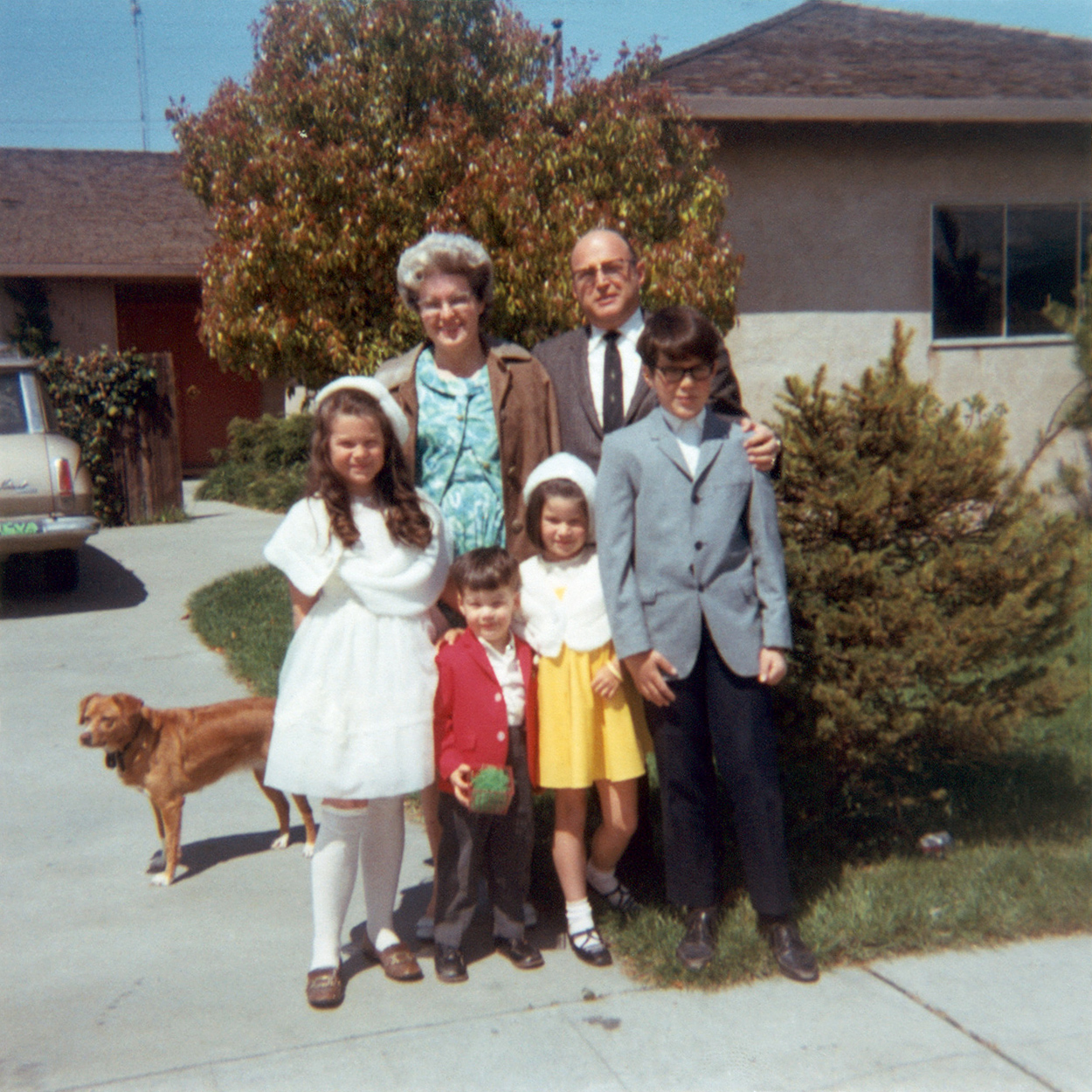
Amatérská skupinová rodinná fotografie není dobře zaostřená a osoby krčí oči před přímým Sluncem

Amatérská fotografie, lidová fotografie, domácí fotografie nebo rodinná fotografie je fotografický žánr amatérů nebo neznámých fotografů, kteří zachycují každodenní život a všední předměty. Dobré příklady amatérské rodinné fotografie jsou z cestování, fotografie z dovolené, fotografie přátel nebo podobenky. Lidová fotografie jsou druhy „náhodného umění“ v tom, že jsou mnohdy „neúmyslně umělecké“ – výtvarné.
| „                | Profesionál je profesionál a amatér je amatér. Jejich snímky budou však dobré jen tehdy, budou-li je dělat s láskou a znalostmi, budou-li jimi všem ostatním něco říci a budou-li to umět. Pak nezáleží ani na čase, ani na aparátech, ani na cestách do ciziny a ani na tom, skončí-li snímky v rodinném albu nebo na mezinárodní výstavě. | “ |
| — Alena Šourková | |   |

Není divu, že se děti staly tak častým námětem pro fotografy. Velký podíl na tom má amatérská fotografie, vždyť málokterá rodina nevlastní žádný fotoaparát a asi každý rodič fotografoval své vlastní děti. Od konce 50. let 20. století organizují časopisy a noviny na toto téma populární fotografické soutěže. Navíc s rozšířením digitální fotografie přestali lidé hojně navštěvovat profesionální fotografické ateliéry a pořizovali si snímky sami i bez znalosti expozičních složitostí. Fotografické soutěže časopisů typu Překvapení, Vlasta nebo Rytmus života lákají mnoho amatérských umělců. Na podobné téma se soustředí i odbornější časopisy zaměřené přímo na fotografii jako například Fotografie, Československá Fotografie nebo PhotoLife. V těchto magazínech bývají fotografie čtenářů již mnohem kvalitnější, vybírá je odborná komise a komentáře k nim dávají zkušení fotografové a teoretici umění.

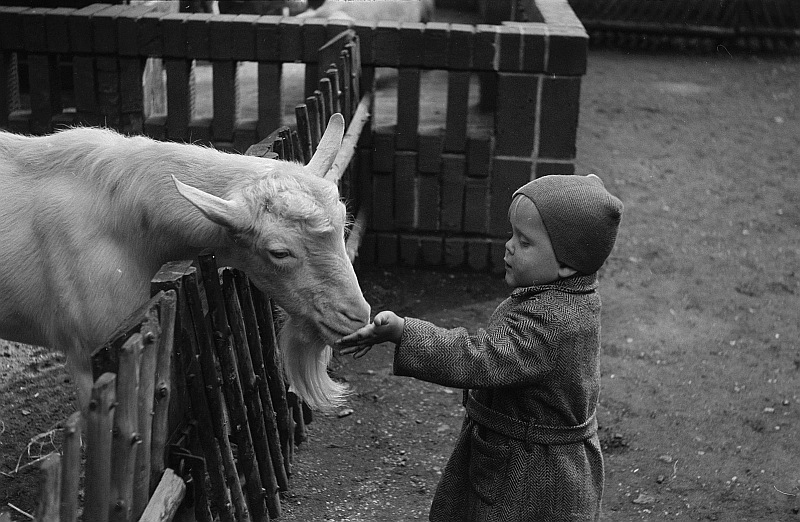
Děti a zvířátka bývá vděčné téma mnoha autorů
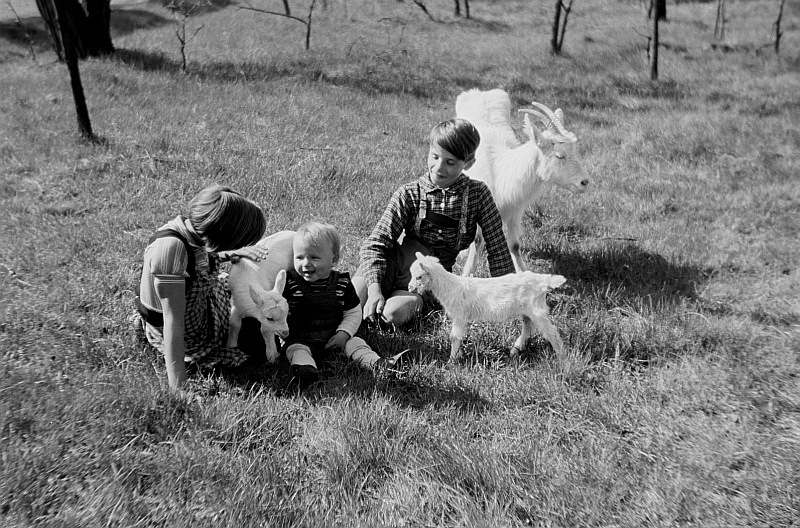
Působí na emoce diváka, nejvíce však potěší rodiče a příbuzné
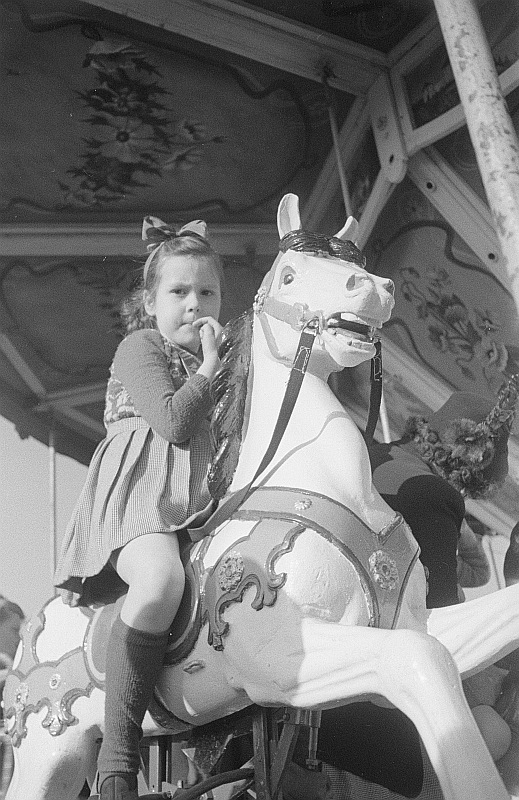
Roztomile děti působí při svých hrách a na poutích

### Módní a reklamní fotografie

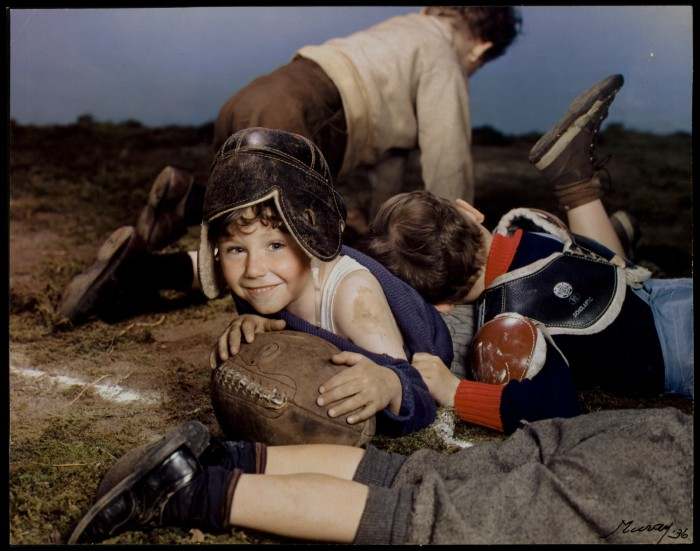
Nickolas Muray: Chlapci hrají americký fotbal, Cream of Wheat, 1936

Módní a reklamní fotografie jsou založené většinou na komerční bázi, mají za úkol poukázat na výrobek či model a přimět zákazníka k zakoupení výrobku. Fotografie módy se nejčastěji objevuje v reklamě nebo v módních časopisech jako jsou například Vogue, Vanity Fair nebo Allure. Tento žánr si časem vydobyl svůj vlastní estetický styl, v níž je móda a odívání posíleno vhodným příběhem a exotikou. V kvalitě snímků se odráží velikost, prosperita a styl společnosti, která snímky objednala. Svou roli hraje vkus, účel a také finance. Snímek může být pojatý informativně nebo výtvarně, případně doplněný vtipem a nápadem. Měl by však být technicky a kompozičně kvalitní. Polovinu práce obstará zkušený model či modelka, při práci s dětmi se vyžaduje kladný vztah k dětem a pedagogické zkušenosti. Důležitá je schopnost komunikace s dětmi, kladná motivace a navození příjemné tvůrčí atmosféry.
Blanka Chocholová
Magdaléna Bláhová

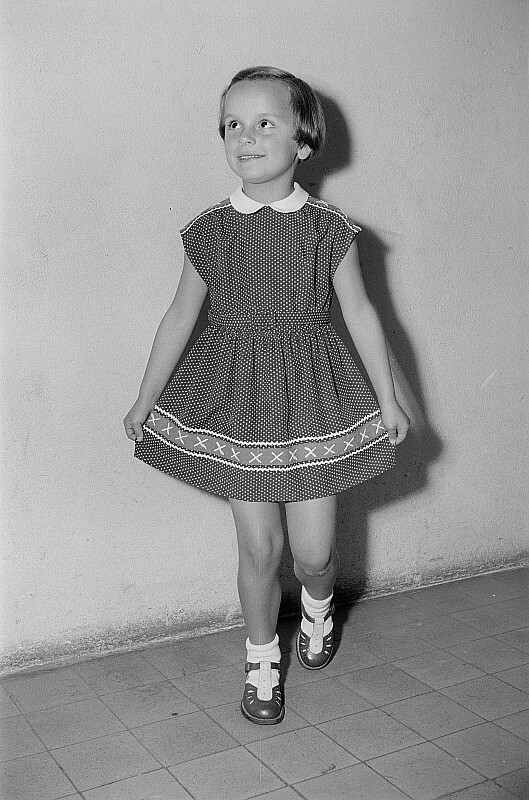
Roger Rössing a Renate Rössingová: Slečna pózuje v letních šatech během mezinárodního podzimního veletrhu "Internationalen Messemodenschau", 1953
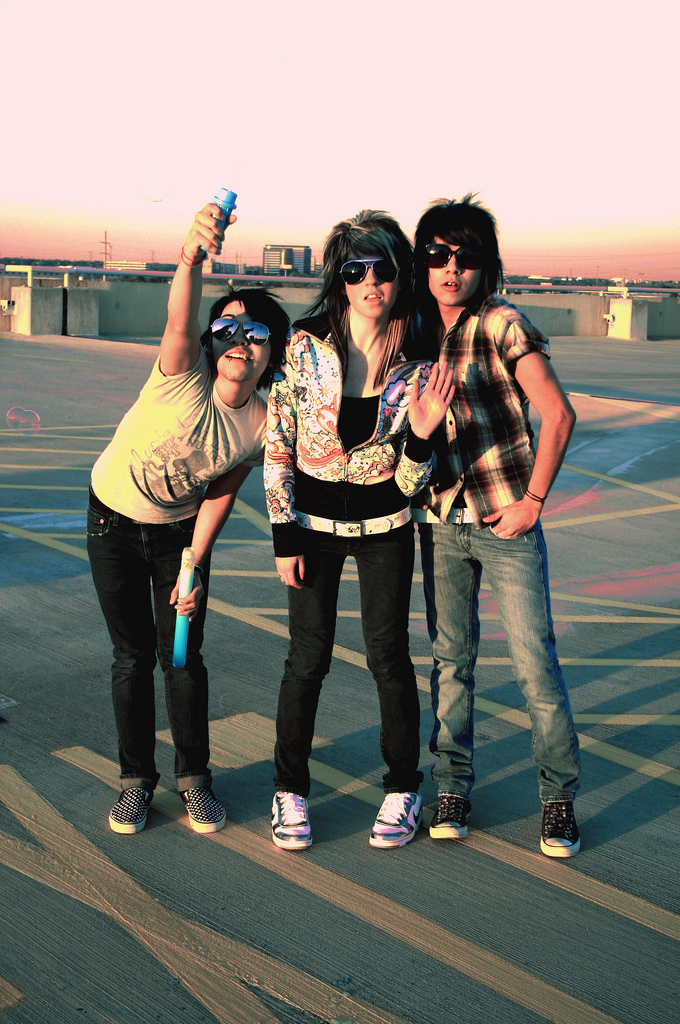
Profesionální módní fotografie dětí, 2008

### Propaganda a manipulace

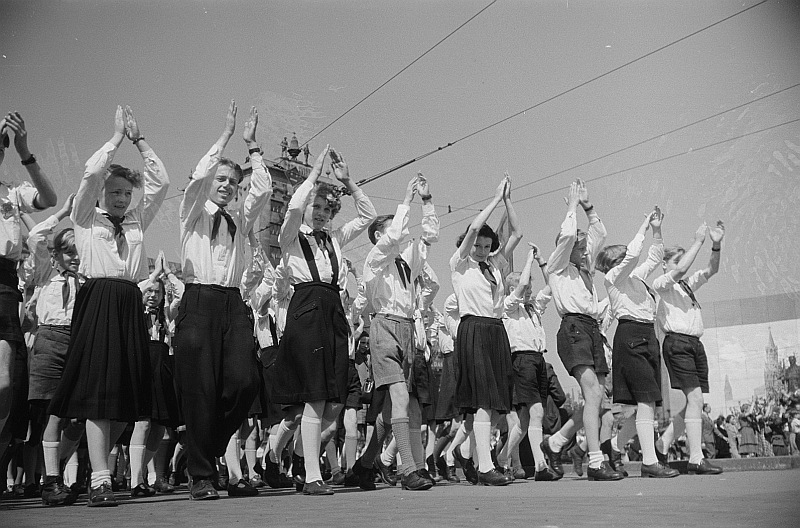
Roger Rössing a Renate Rössingová: Pionýři, Lipsko, 1. května 1953

Snímky dětí slouží také jako silný nástroj propagandy, ovlivňování nebo manipulace s veřejným míněním jako jsou propagace, agitace, reklama, osvěta nebo public relations. Propagandisté mohou různým způsobem zkreslovat fakta, často se snaží prezentovat jako objektivní pozorovatelé skutečnosti. Cílem nebo zdrojem propagandy mohou být jednotlivci, církve, různá zájmová sdružení a organizace, politické strany nebo vláda. Propaganda se projevuje ve dvou základních formách. Jako „oslavná“, kdy jejím cílem je vytvořit příznivý dojem na nějakou organizaci nebo vládu. Například propaganda nacistického Německa ve 30. letech 20. století nebo propaganda oslavující úspěchy socialismu a KSČ v ČSSR. Druhou formou je propaganda „očerňující“. Příkladem je její působení během studené války (1946–1990), kdy veškeré sdělovací prostředky v socialistických státech používaly tuto formu propagandy.
K manipulacím s obrazovými informacemi docházelo v historii na různých místech světa a psychologové věděli, že děti na takových snímcích účinek na diváka zesilují. Například v USA, Sovětském svazu, na Kubě i v Německu. V USA fungovala společnost Farm Security Administration (FSA), která byla vytvořena v roce 1935 v rámci New Deal. Úkolem bylo v krizi pomáhat proti americké venkovské chudobě. FSA podporovala skupování okrajových pozemků, práci na polích s moderními stroji a kolektivizaci. Roku 1935 zahájila fotografickou kampaň, do jejíhož sociologicko-dokumentárního programu se zapojila řada fotografů. Měla za úkol sestavit dokumentaci sociálních problémů v jižních státech USA. Těmto fotografům vděčíme za výjimečný obraz Ameriky v době krize a jejích dozvuků. V tomto období se formovala „dokumentární fotografie“. Jejími hlavními charakteristikami byl důraz na realismus, snaha bez příkras zachytit věci takové, jaké jsou, spoluprožití bídy a utrpení, jasný morální postoj a konečně samotné vědomí specifičnosti tohoto média. Se vstupem USA do druhé světové války však nastala změna. Projekt dostal jiné jméno – Office of War Informations – a také jiný program. Ve válce musela propaganda ukazovat, jak jsou Spojené státy silné a ne jaké mají potíže. V roce 1948, kdy FSA zanikla, byla dokonce snaha pořízené dokumenty zničit, aby nemohly být použity pro komunistickou propagandu. Pro společnost pracovala celá řada známých fotografů, kteří také vynikajícím způsobem portrétovali děti. Byli to například Gordon Parks, Carl Mydans, Esther Bubley, Marjory Collinsová, Jack Delano, Sheldon Dick, Walker Evans, Dorothea Langeová, Russell Lee, Carl Mydans, Gordon Parks, Martha McMillan Robertsová, Edwin Rosskam, Louise Rosskamová, Arthur Rothstein, Richard Saunders, Arthur Siegel, Ben Shahn, Roy Stryker, John Vachon, Marion Post Wolcottová, Barbara Wrightová nebo Alfred T. Palmer.
V průběhu druhé světové války působila v Německu propagandistická skupina Propagandakompanie (takzvaná Propagandatruppe).

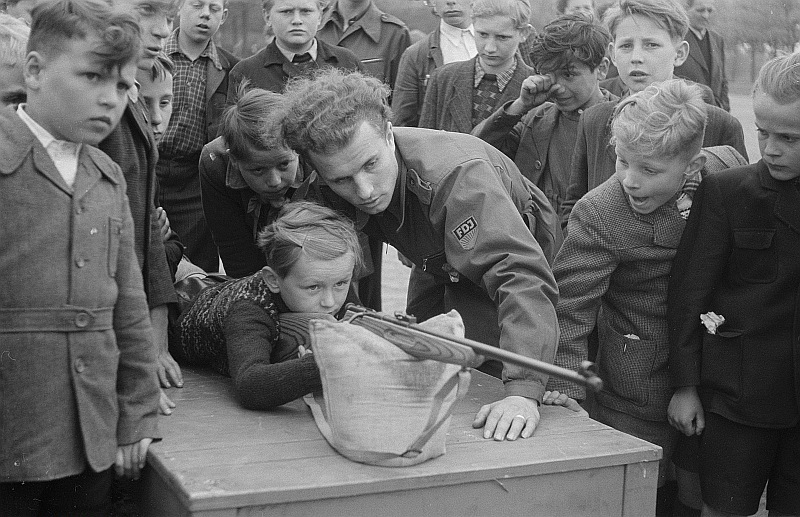
Roger Rössing a Renate Rössingová: Mládež a děti při cvičných střelbách, Lipsko, 1953

## Historie

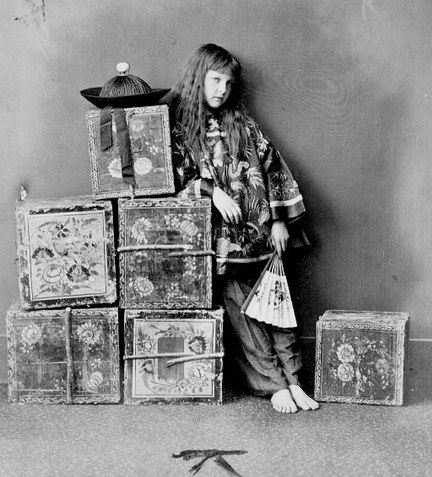
Lewis Carroll: Xie Kitchinová jako obchodnice s čajem, 1873

### Zahraničí
Lewis Carroll (1832–1898) se začal věnovat fotografování věnovat v roce 1856, nejdříve pod vlivem svého strýce Skeffingtona Lutwidgeho a později svého oxfordského přítele Reginalda Southeyho. Brzy byl v tomto umění velmi dobrý a stal se známým fotografem. V prvních letech si zřejmě i pohrával s myšlenkou, že se fotografováním bude živit. Studie Rogera Taylora a Edwarda Wakelinga podává vyčerpávající výčet všech zachovaných fotografií a Taylor odhaduje, že pouze něco přes 50% jeho zachovaných děl zachycuje mladé dívky. Později mnoho svých fotografií dětí použil v souvislosti se svými literárními díly jako ilustrace. Alexandra Kitchin, známá jako "Xie" (vyslovováno "Iksi"), byla jeho oblíbeným objektem pro fotografování. Od roku 1869 až do roku 1880, kdy fotografování nechal, ji Carroll vyfotografoval alespoň padesátkrát, naposled těsně před jejími šestnáctými narozeninami. Z jeho původního portfolia ale zbyla méně než třetina. Carroll také zachytil mnoho mužů, žen, chlapců a krajin. Jeho objekty byly také kostry, loutky, psi, sochy a obrazy, stromy, učenci, vědci, staří lidé a malé dívenky. Jeho skici nahých dětí byly dlouho považovány za ztracené, ale šest se jich po čase našlo, z čehož čtyři byly uveřejněny. Fotografování pro něj také bylo vstupní branou do vyšší společnosti. S fotografováním náhle přestal v roce 1880. Během 24 let toto médium dobře ovládl, založil v Christ Church vlastní studio a vytvořil asi tři tisíce fotografií. Čas a záměrné ničení přečkalo méně než tisíc z nich. Důvody, proč fotografování nechal, jsou nejisté. S příchodem modernismu se vkus změnil a jeho fotografie byly asi od roku 1920 až do šedesátých let zapomenuty. Nyní je považován za jednoho z nejlepších viktoriánských fotografů a měl vliv na některé moderní fotografy.

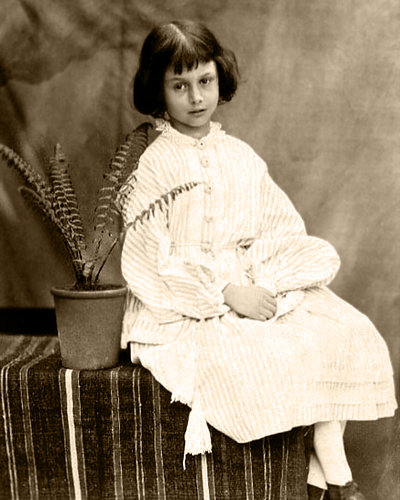
Lewis Carroll: Alice Liddellová, 1860
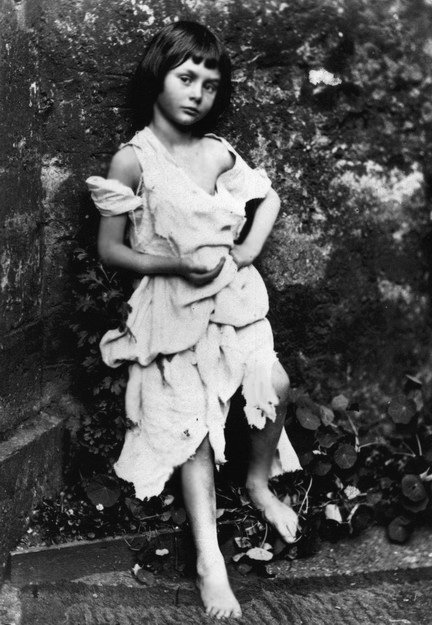
Lewis Carroll: portrét Alice Liddellové, 1858
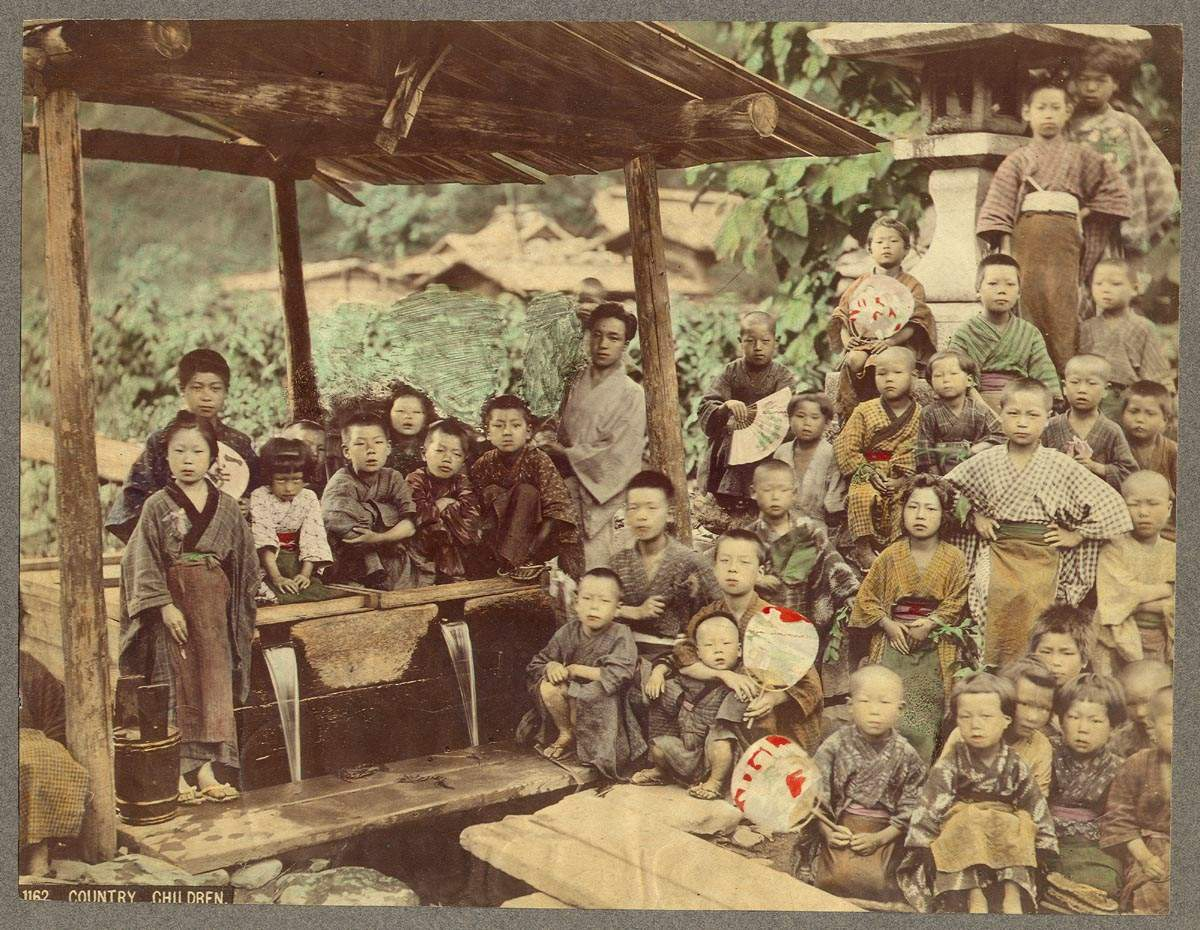
Kusakabe Kimbei: Děti na vesnici
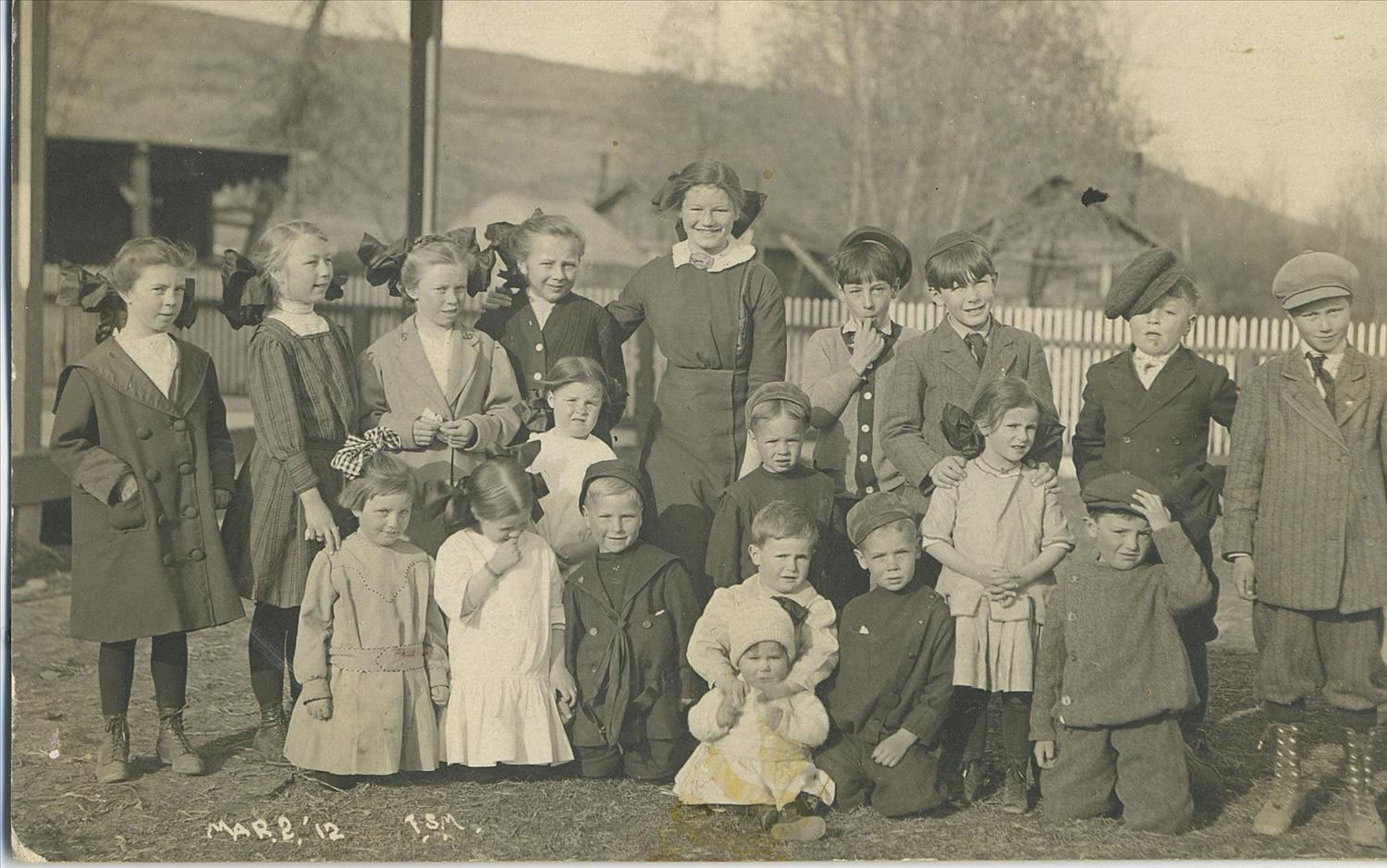
Frank S. Matsura: Páté narozeniny Ardes Nelsonové

Fotografická kariéra Julie Margarety Cameronové (1815–1879) byla krátká, pouhých posledních jedenáct let jejího života, přesto se stala jednou z nejoriginálnějších fotografek 19. století. Poprvé začala fotografovat po svých 48. narozeninách, kdy dostala fotoaparát jako dárek. Její práce přesto měla obrovský dopad na vývoj moderní fotografie, zejména její pečlivě komponované portréty, které jsou dnes umělci stále napodobovány. Spolu s Oscarem Gustavem Rejlanderem a Henry Peach Robinsonem byli představiteli anglického piktorialismu. Cameronová používala při fotografování portrétů objektivy s měkkou kresbou.

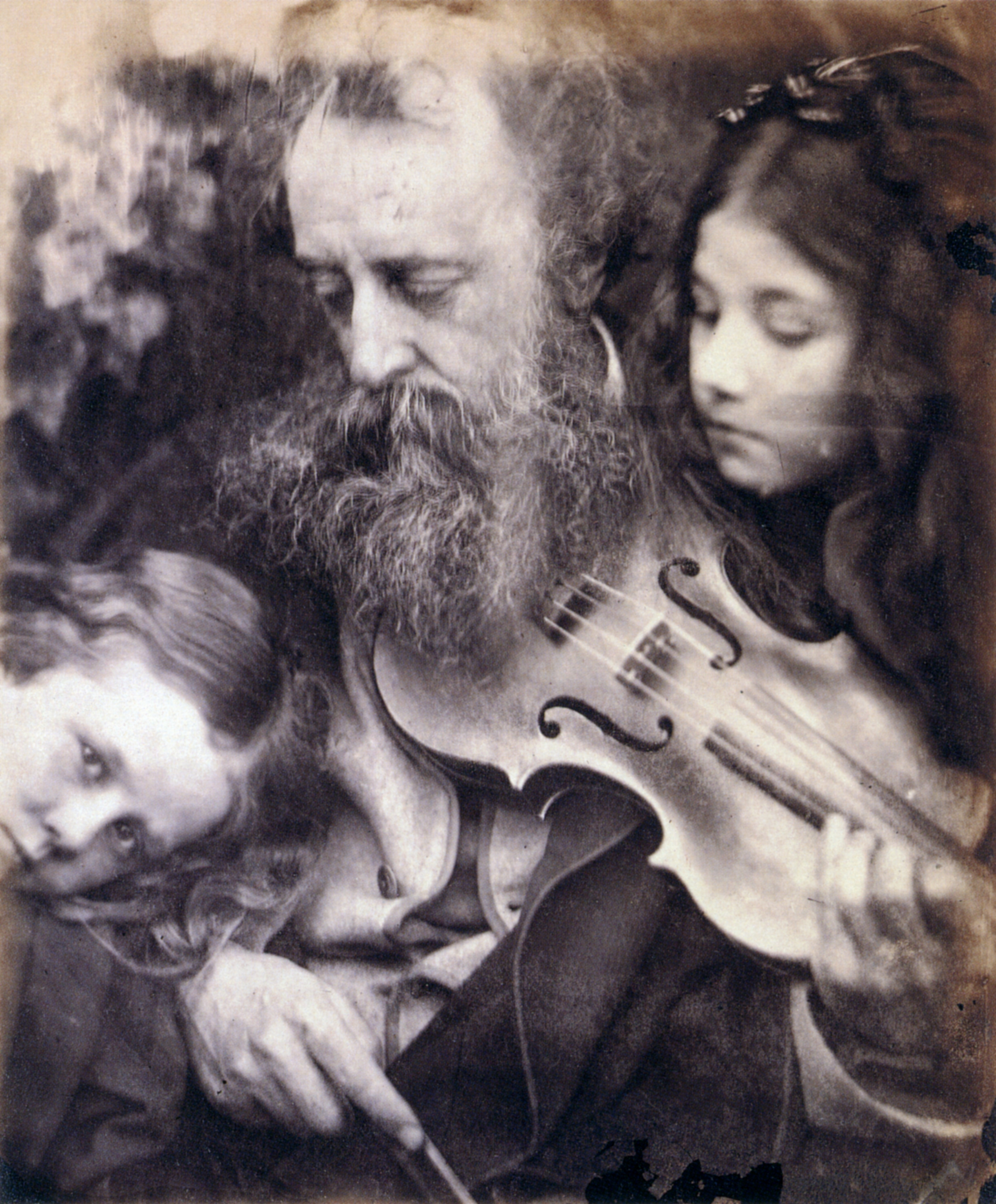
Julia Margaret Cameronová: Šeptání múzy (1865), platinotisk
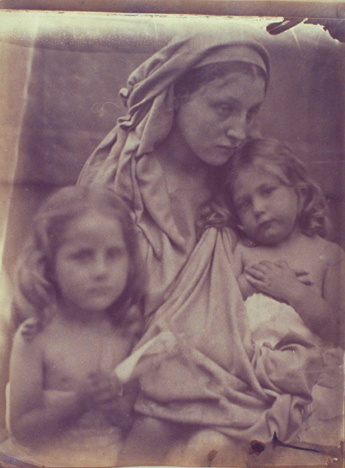
Julia Margaret Cameronová: Láska, (1864) albuminový tisk 29.0 x 21.9 cm.
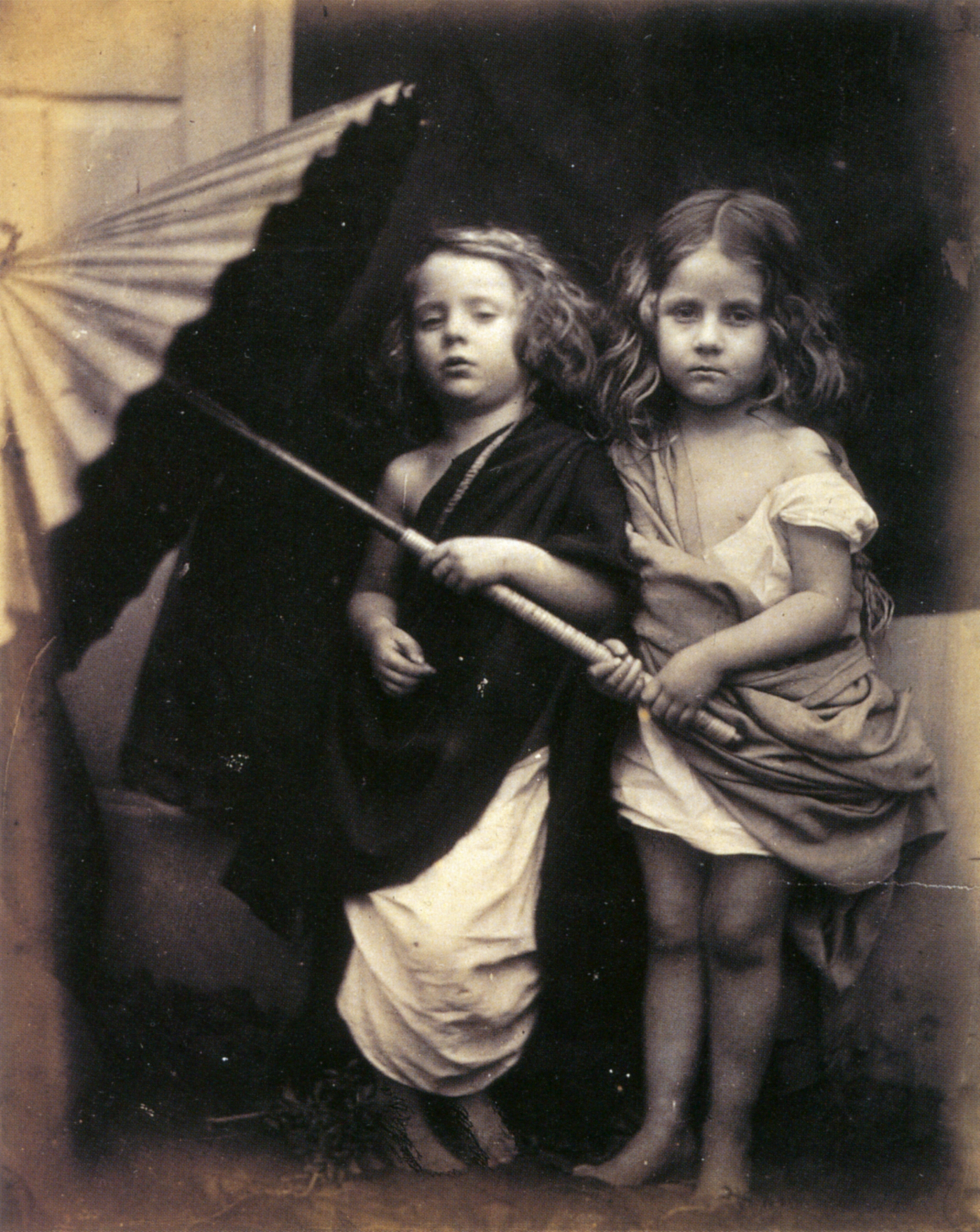
Julia Margaret Cameronová: Paul a Virginia (1864) albuminový tisk
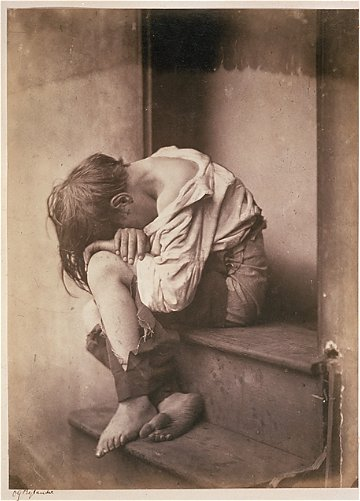
Oscar Gustave Rejlander: Bezdomovec z cyklu Děti z ulice (The Street Urchins); snímek vypadá jako dokument z ulice, ale v podstatě se jedná a pečlivě aranžovaný a retušovaný snímek z ateliéru

Novinář, spisovatel, sociolog a průkopník dokumentární fotografie Jacob Augustus Riis v devadesátých letech 19. století vytvořil především díky fotografickému blesku mezní dílo Jak žije druhá polovina. Fotografie pořizoval v chudinských čtvrtích, ve starých domech, v nájemných ubytovnách kasárenského typu, v policejních noclehárnách a v domácích řemeslných dílnách, kde se zneužívala práce dětí. S pomocí knih, fotografií, novinových článků a přednášek, na kterých promítal své diapozitivy, dosáhl některé změny a nápravy. Zrušily se policejní noční útulky, byla zřízena škola pro bezprizorní děti, doplnily se zákony o dětské práci a odstranila se celá ulice Mulberry Bend, která byla skrýší zločinců. O několik let později Jacoba Riise v jeho sociálních reformách napodobil Lewis Hine.
Lewis Wickes Hine (1874–1940) byl americký fotograf a zakladatel dokumentární fotografie. Studoval sociologii na univerzitě v Chicagu, Kolumbijské univerzitě a univerzitě v New Yorku. Stal se učitelem na newyorské Ethical Culture School, kde své studenty motivoval k využívání fotografie jako vzdělávacího média. Jeho třídy cestovaly na Ellis Island v New York Harboru a fotografovaly tisíce přistěhovalců, kteří tam každý den přijížděli. V letech 1904 až 1909 Hine udělal přes 200 fotografií a došel k závěru, že pravděpodobně tíhne k fotožurnalismu. V roce 1908 se stal fotografem organizace National Child Labor Committee – komise bojující za práva dětí nucených k práci. V následujících deseti letech Hine zdokumentoval pracující děti za účelem pomoci NCLC tyto praktiky zastavit. V letech 1906–1908 se Hine živil jako fotograf na volné noze pro magazín The Survey, který se zabýval sociální reformou. Všechny snímky udělal proto, aby ukázal zemi krutost, jež byla páchána na dětech nucených k práci.
Genja Jonas (1895–1938) byla jedním z nejvyhledávanějších portrétních fotografů v Drážďanech, účastnila se mezinárodních výstav a pracovala v zahraničí, včetně Francie. V Anglii měla dovoleno fotografovat členy královské rodiny. Význam získaly její fotografie tanečnice Grety Palucci. Vedle známých osobností Jonasová vytvořila také portréty mnoha obyvatel Drážďan. Zvláště její záběry dětí sklízely chválu jejích současníků, protože v nich dokázala zachytit "roztomilost a tajemnství skutečného dětství." Celkem pořídila 20 000 fotografií, z nichž se řada objevila v publikacích. "Její unikátní styl byl založen na technické metodě krátké expozice, velmi citlivá retuš, důležitý ale byl vždy psychologicky hluboký a pronikavý vhled."

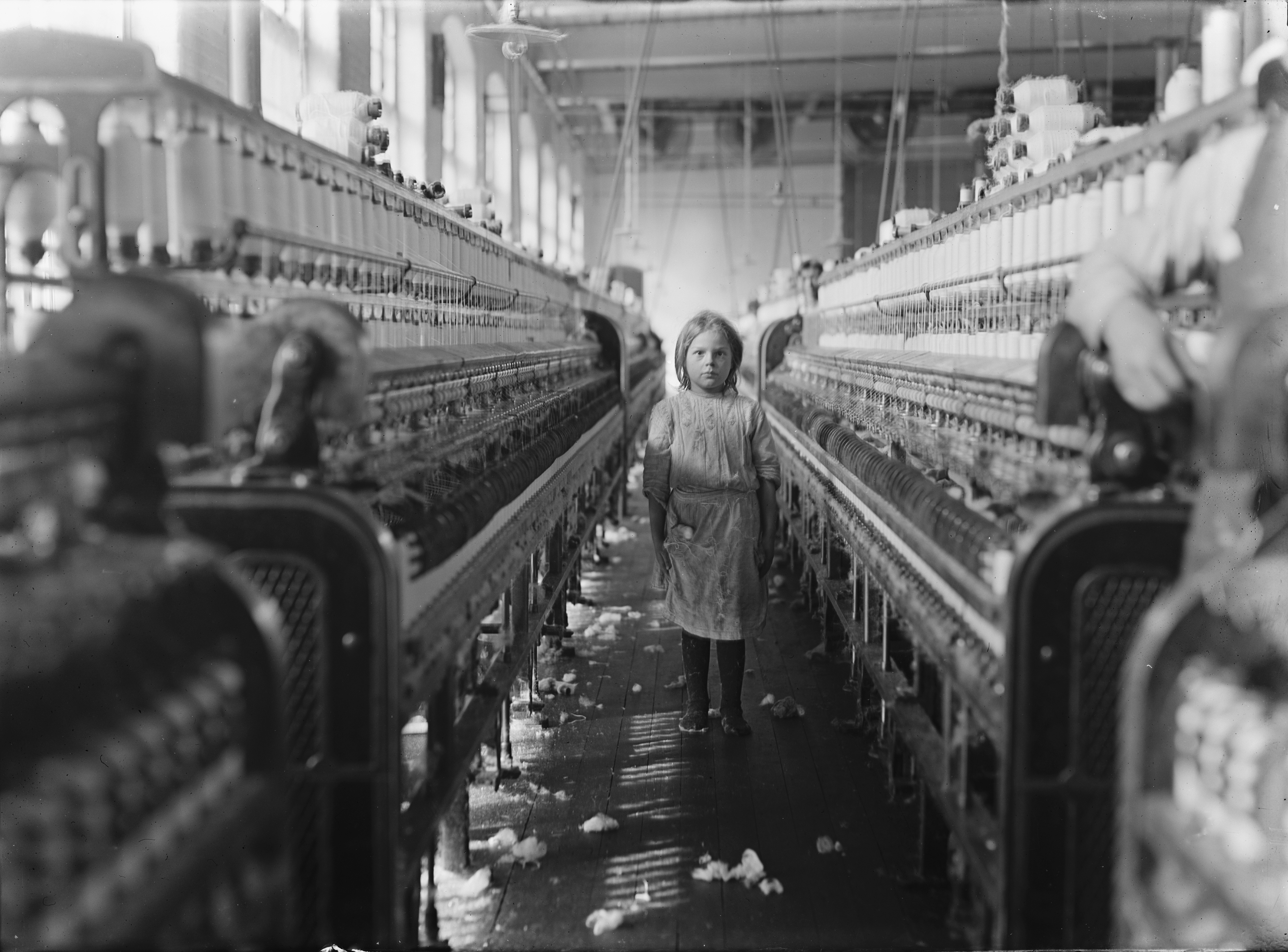
Malá přadlena v přádelně v americké Jižní Karolíně, fotografie Lewise Hina vznikla v rámci dokumentace dětské práce, 1908
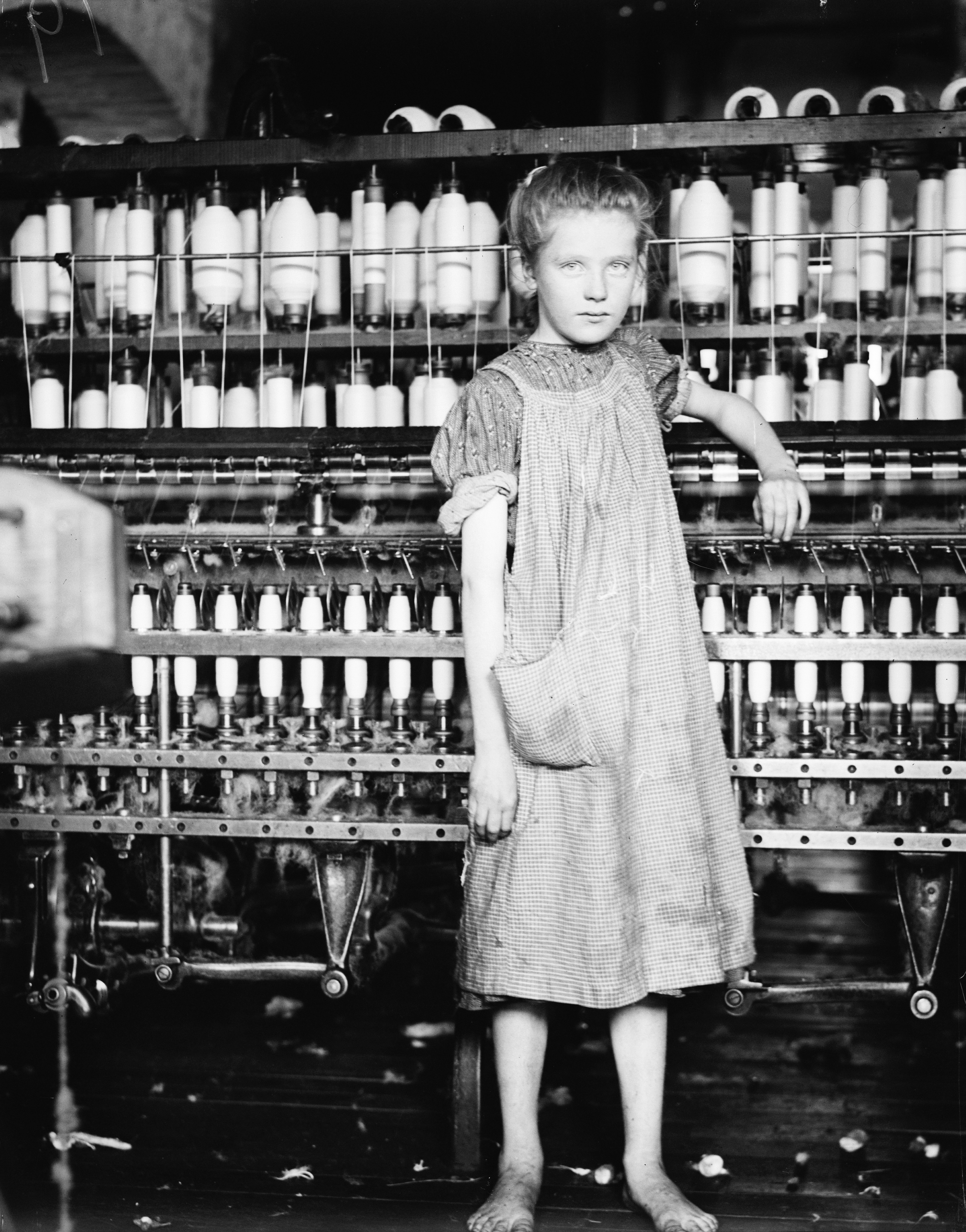
Addie Card (12 let) u spřádacího stroje v bavlnářském závodě v North Pormalu (Pownal). Dívky o ní říkaly, že jí je teprve deset...
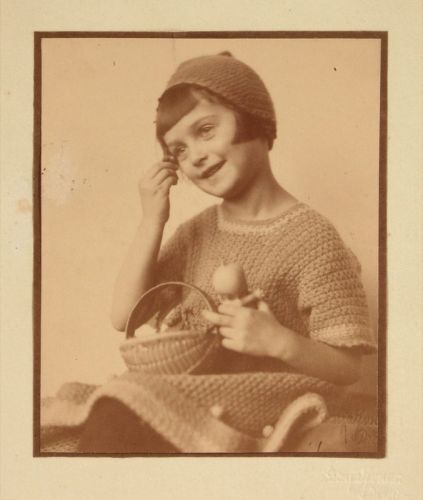
Genja Jonas: Slečna v háčkovaném kabátku, 1930

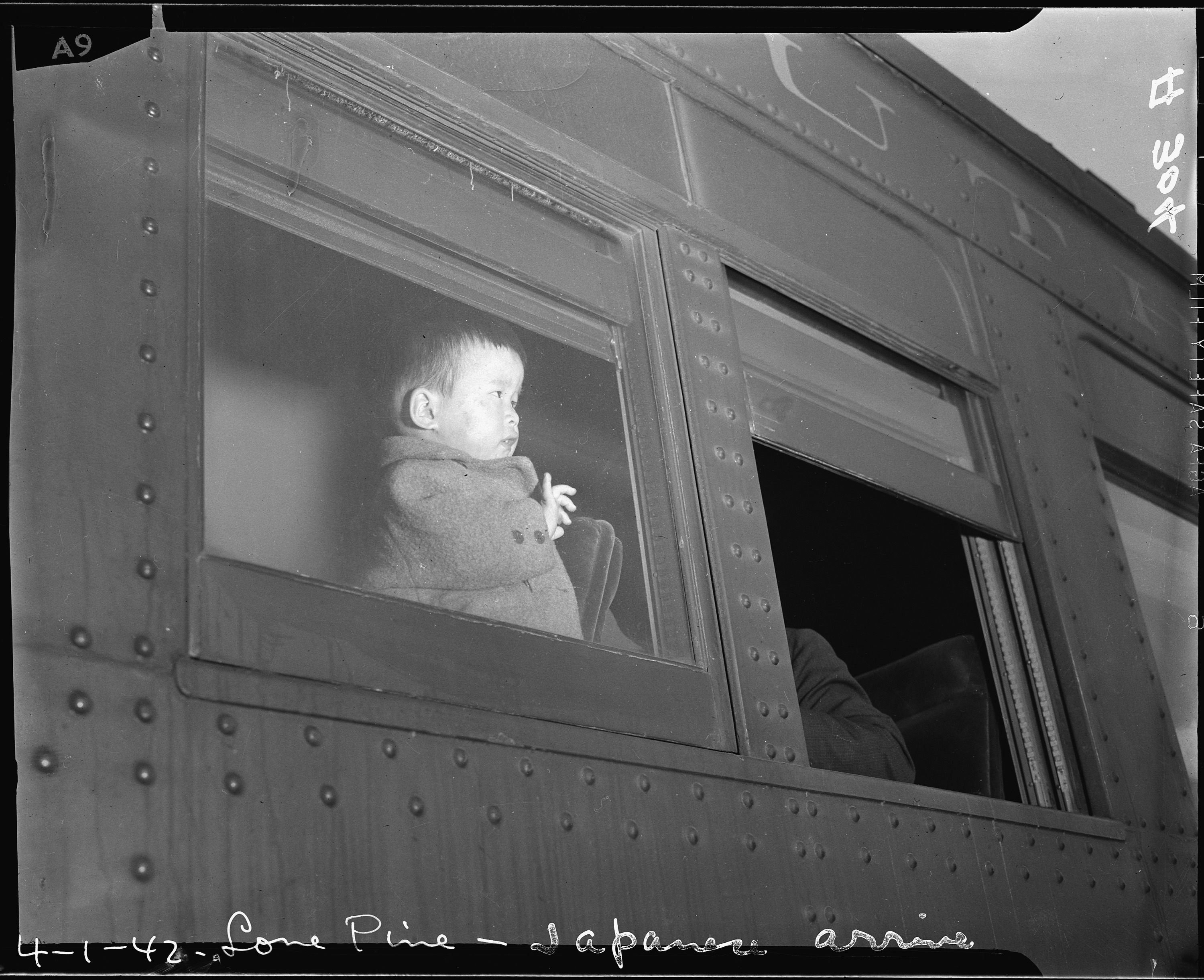
Clem Albers: Malý evakuovaný Japonec, Lone Pine, Kalifornie, který byl institucí WRA označen jako "vážná hrozba" pro národní bezpečnost

Součástí instituce odpovědné za internaci a stěhování japonských Američanů během druhé světové války War Relocation Authority bylo oddělení WRA Photographic Section (WRAPS) zaměstnávající řadu fotografů, kteří pořizovali obrazovou dokumentaci ze života rodin s dětmi v internačních táborech. Na fotografiích se podílela řada významných autorů, jako například Dorothea Langeová, Hikaru Iwasaki, Clem Albers, Tom Parker, Charles E. Mace, Ansel Adams, Joe McClelland nebo Francis Stewart. Na vzniklé fotografie dohlížel stát, například snímky Dorothey Langeové byly tak zřetelně kritické, že je armáda zabavila. Dnes jsou její fotografie internace dostupné v Národním Archivu na internetové stránce Still Photographs Division a v Bancroftově Knihovně Kalifornské Univerzity Berkeley.

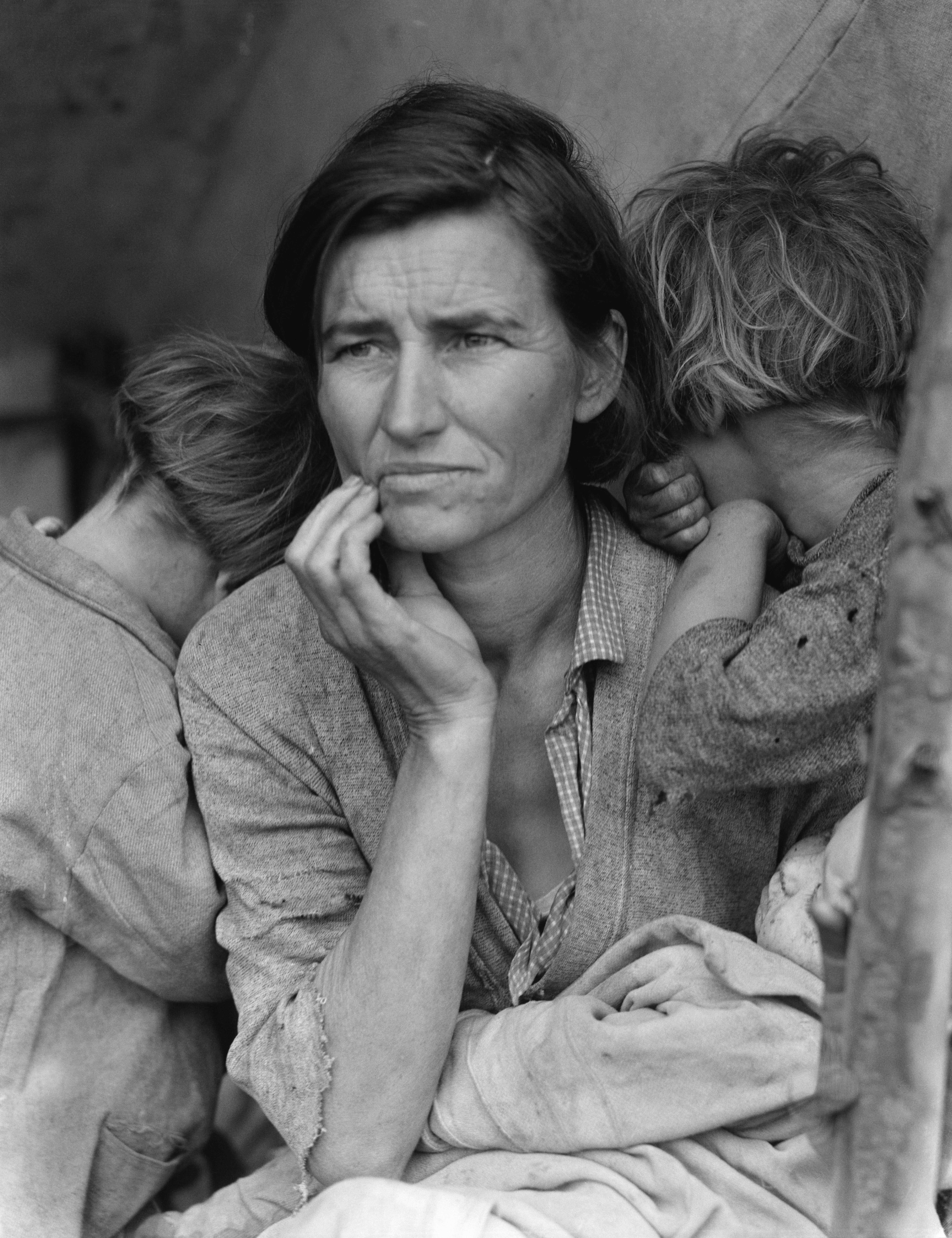
Dorothea Langeová: Kočující matka (1936)

Dorothea Langeová (1895–1965, USA) byla významná americká dokumentární a novinářská fotografka. Proslula svými snímky z období Velké hospodářské krize v USA, kdy pracovala v organizaci Farm Security Administration (FSA – Hospodářská bezpečnostní správa). Fotografie Langeové zlidšťovaly následky Velké krize a významně ovlivnily vývoj dokumentární fotografie. S prudkým počátkem Velké Krize se Langeová přesunula s fotoaparátem ze studia do ulice a její studie nezaměstnaných a bezdomovců uchvacovaly pozornost místních fotografů a vedly k jejímu zaměstnání u FSA. Od roku 1935 do roku 1939, kdy Langeová pracovala pro FSA, zveřejnila neúnosné stavy chudých a zapomenutých zemědělských pachtýřů, vystěhovaných farmářských rodin a přistěhovalců. Nejznámější fotografií Langeové je tzv. Kočující matka.

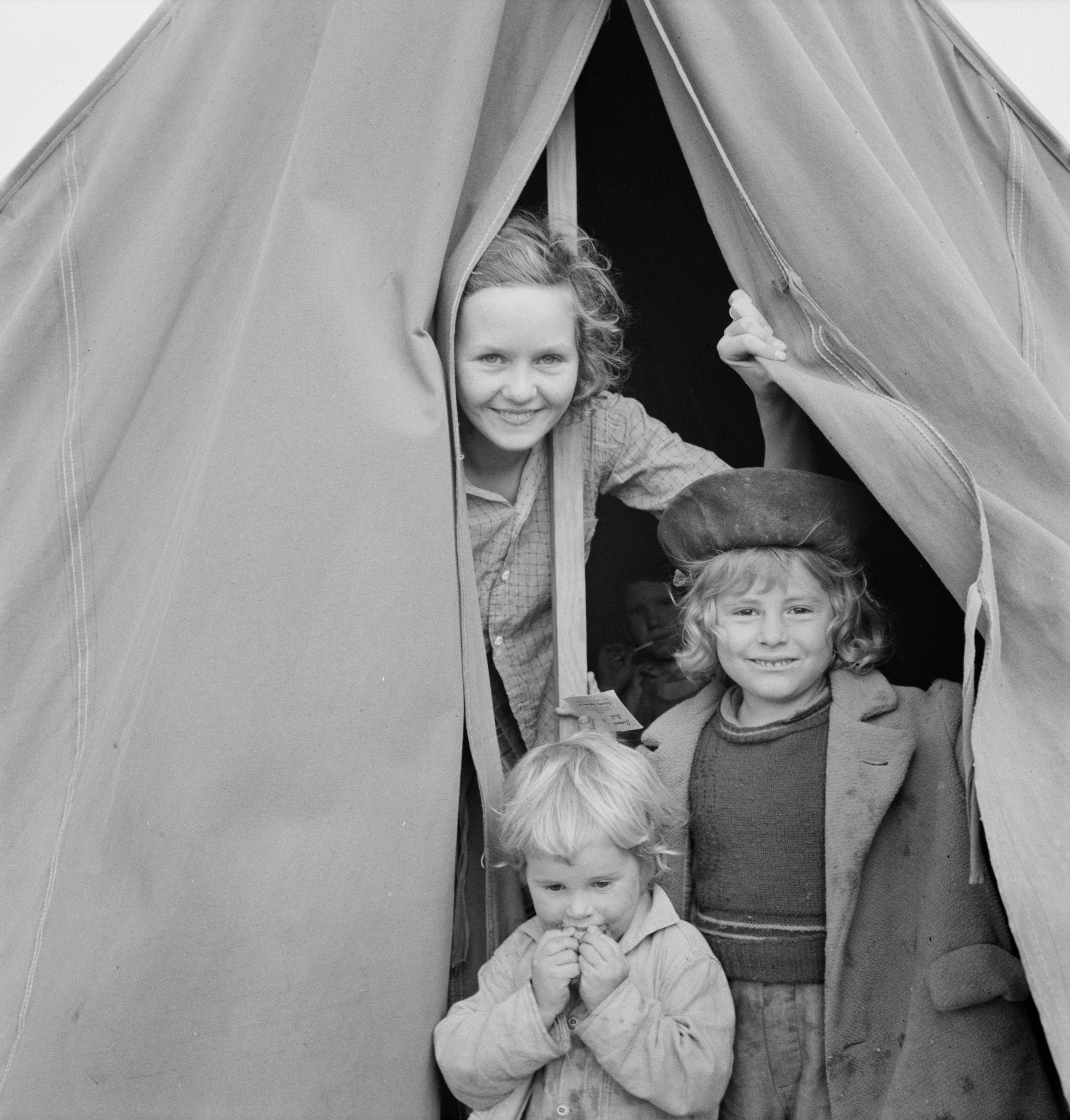
Snímek dětí z uprchlického tábora pro agenturu FSA, Klamath County, Oregon, říjen 1939
Arizona Highway 87, jižně od Chandleru, Maricopa County, Arizona, uprchlická rodina v traileru, bez záchodu a vody,... Přicházejí z texaského Amarilla a chtějí sbírat bavlnu v Roswellu v New Mexicu a v Arizoně, listopad 1940
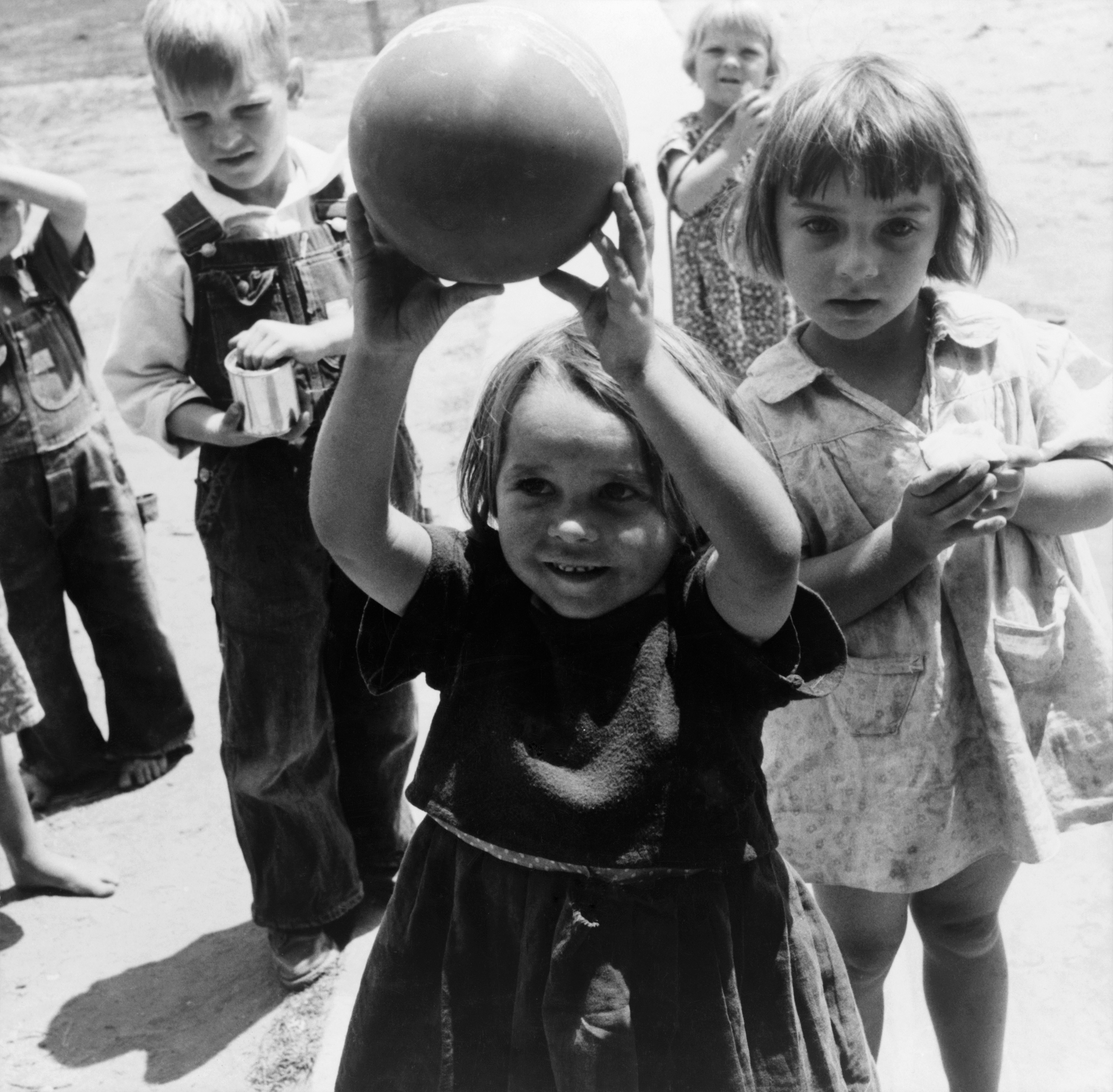
Děti přistěhovalců si hrají v táboře FSA, Tulare County, Kalifornie, 1939

V roce 1946 začal Hilmar Pabel (1910–2000, Německo) portrétovat ztracené a válkou rozptýlené děti s cílem jim pomoci nalézt rodinu. Fotografie nejprve publikoval ve svém časopise Erich Kastner, později vyšly s pomocí Červeného kříže v podobě velkoformátových plakátů. Výsledkem této několikaleté akce byla záchrana téměř milionu lidských osudů.

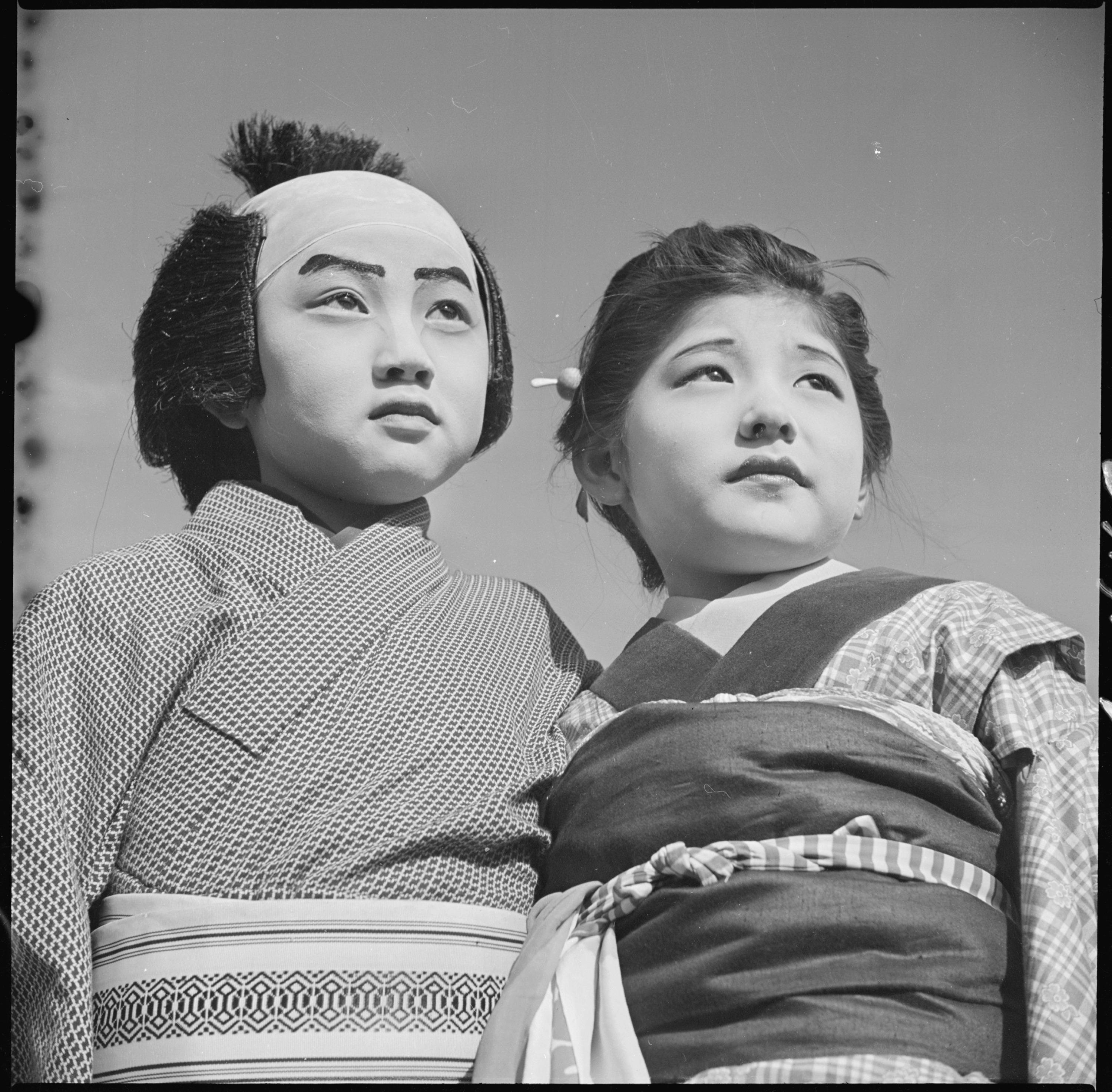
Francis Stewart: Tule Lake Relocation Center, Newell, California
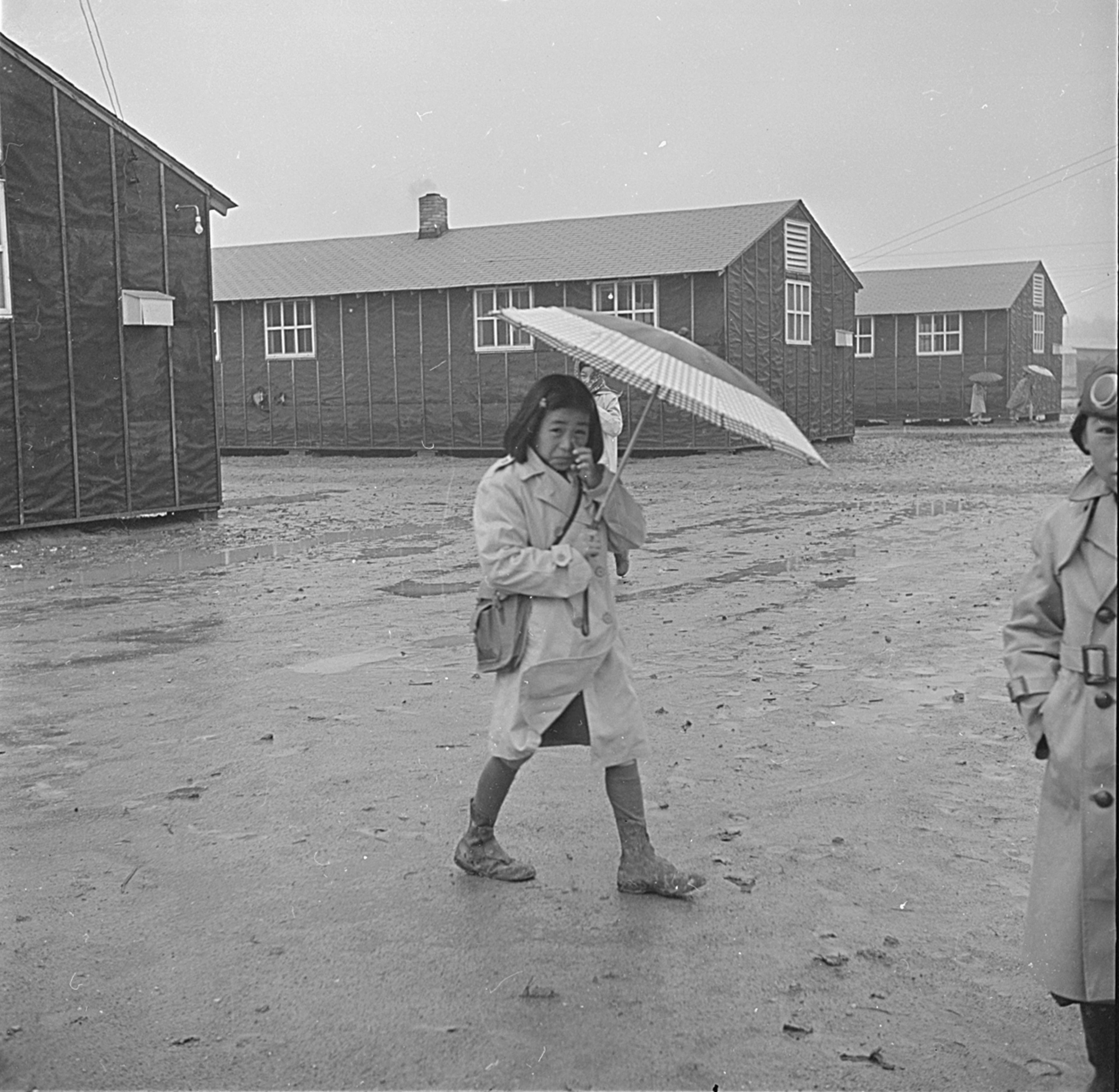
Tom Parker: Dívka s deštníkem při cestě do školy, Jerome Relocation Center, Denson, Arkansas
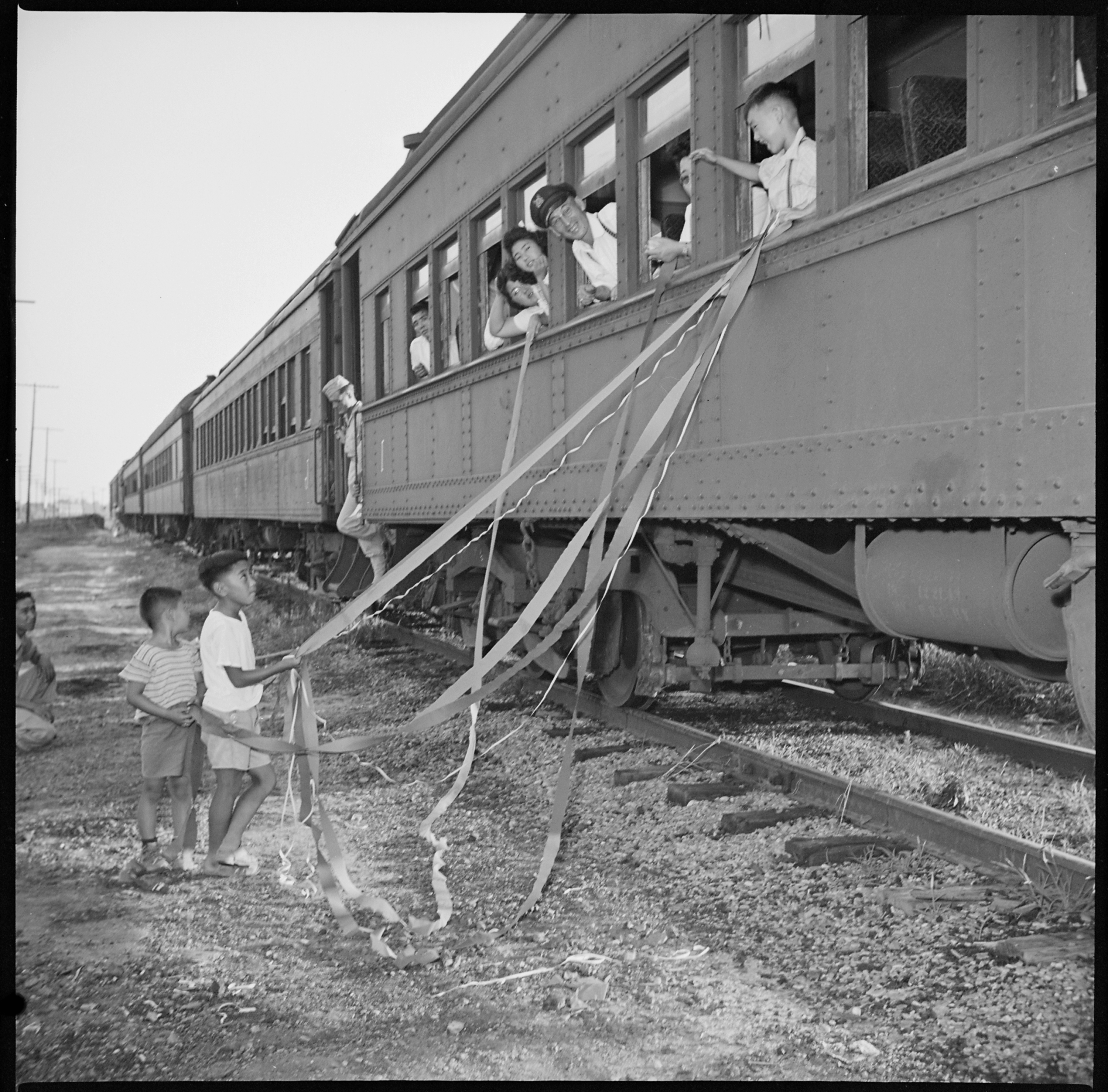
Charles E. Mace: Zavírání Jerome Relocation Center, Denson, Arkansas, 19. června 1944

Toni Frissellová (1907–1988) byla americká fotografka, známá svými módními fotografiemi, snímky z druhé světové války a portréty slavných Američanů a Evropanů, dětí a žen ze všech oblastí života. Byla průkopníkem exteriérové fotografie za přirozeného světla. V roce 1941 dostala Frissellová nabídku na fotografické služby od Amerického červeného kříže. Později působila v letecké flotile Osmá Air Force a stala se oficiálním fotografem armádního ženského sboru. Pořídila stovky obrázků zdravotních sester, vojáků z první linie, WAC (Women's Army Corps), afroamerických letců a osiřelých dětí. Dvakrát za druhou světovou válku cestovala na západní evropskou frontu. Její fotografie vojenských žen a afroamerických stíhacích pilotů z elitní stíhací skupiny 332d Fighter Group (tzv. letci Tuskegee Airmen) byly použity v kampani Franklina D. Roosevelta ke zlepšení negativního obrazu žen a Afroameričanů v armádě u široké veřejnosti.

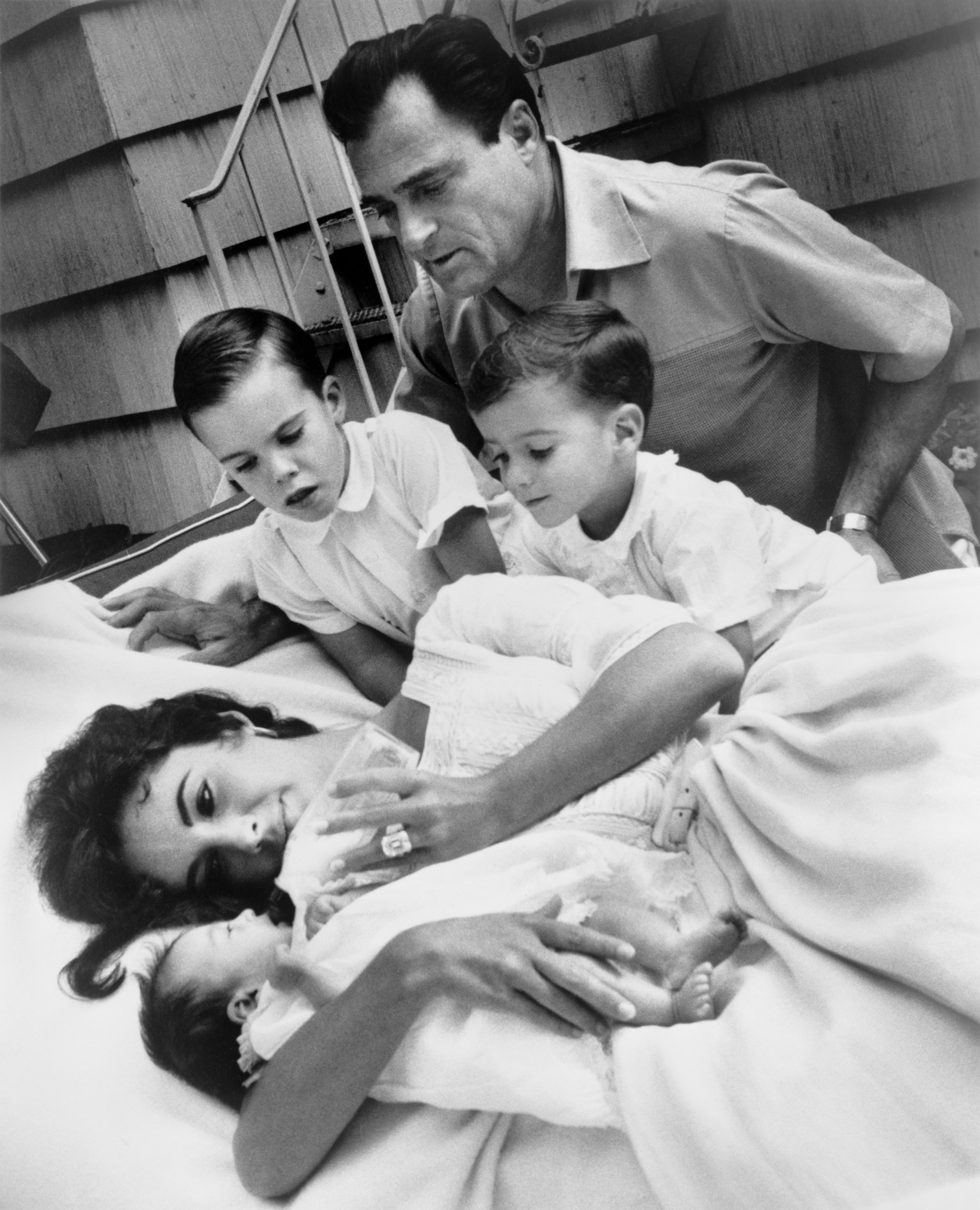
Toni Frissellová Elizabeth Taylor se svou právě narozenou Liza Todd a syny Christopherem a Michaelem H. Wildingem, a svým manželem Michaelem Toddem, 1957
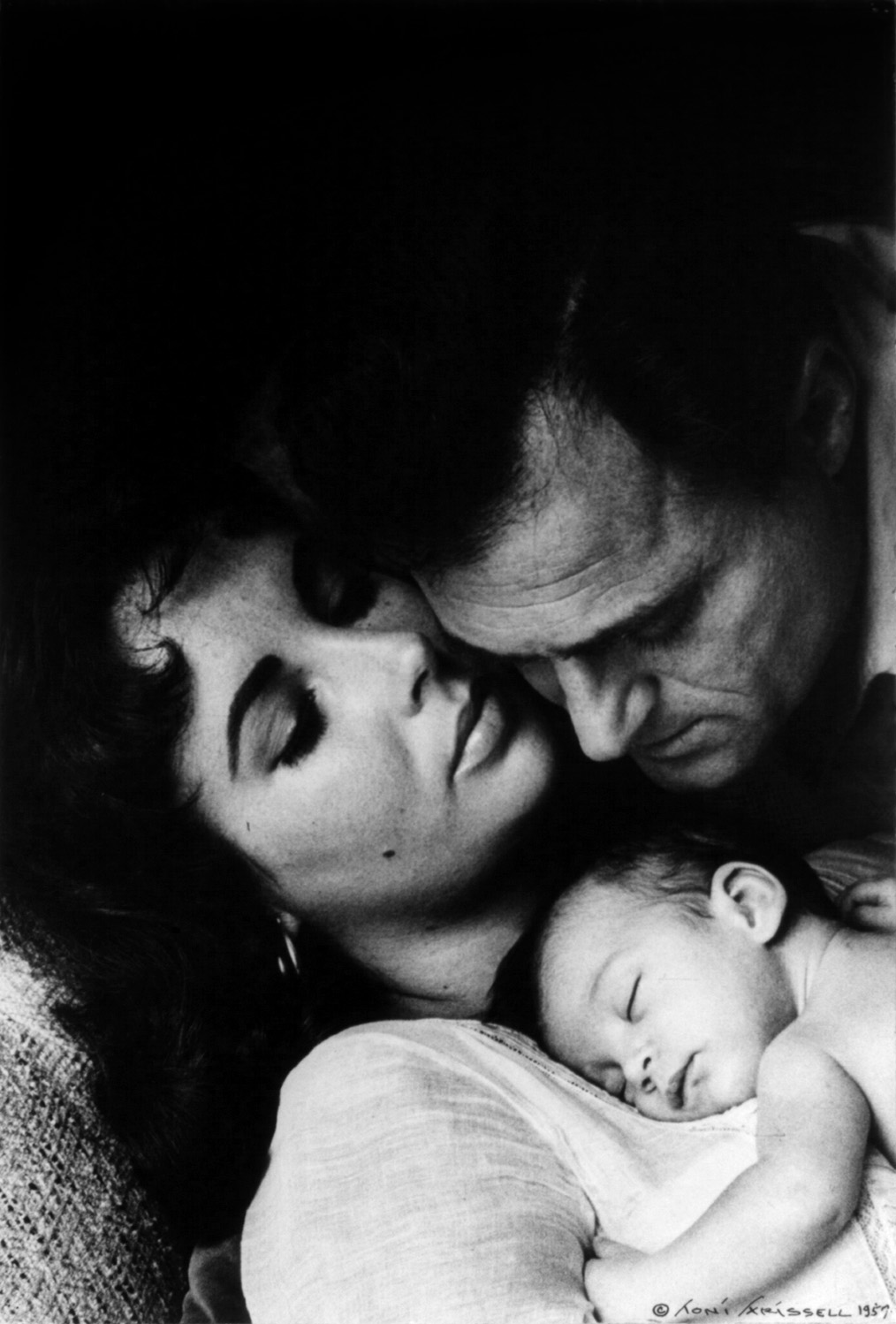
Toni Frissellová: Liza, Liz a Mike Toddovi, 1957
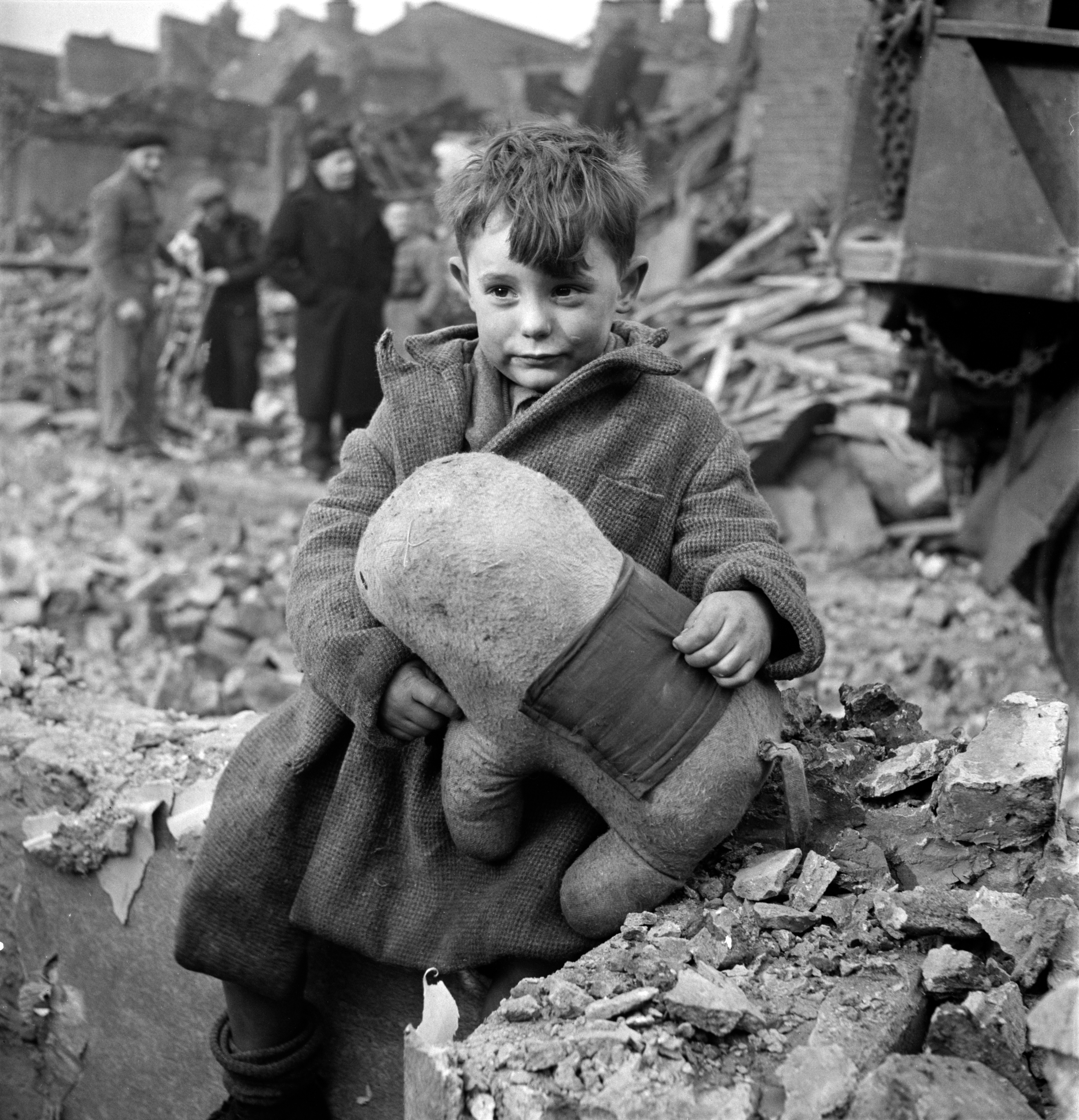
Toni Frissellová: Opuštěný chlapec drží plyšovou hračku uprostřed trosek po německém leteckém bombardování Londýna, 1945

Gerti Deutsch (1908–1979) byla rakouská fotografka a snímala děti ve školkách, žáky ve školách, o přestávkách, na hřištích nebo ve sportovních zařízeních. Zachytila i děti, které v domě architekta Otto Goldfingera kreslily obrázky z války pro výstavu dětských kreseb s touto tematikou (Picture Post 5/1940).
- Sally Mann (* 1951, USA) je známá svými velkými černobílými fotografiemi svých dětí. Její cyklus At Twelve: Portraits of Young Women (Ve dvanácti: Portréty mladých žen) publikovaný v roce 1988, způsobil kontroverzní diskuse. Snímky "zachycovaly emoce a identitu dospívajících dívek..."[23]

Danny Lyon: Děti na pláži, Brooklyn, New York, 1974, cyklus DOCUMERICA, archiv NARA

V období 1971–77 se realizoval projekt DOCUMERICA americké agentury pro ochranu životního prostředí. Byl to program sponzorovaný americkou Agenturou pro ochranu životního prostředí (EPA), jehož úkolem bylo pořídit „fotografický dokument subjektů z hlediska životního prostředí“ na území Spojených států. Snímky pořizovalo přibližně 70 známých fotografů. Mezi nimi byli například John Vachon, Danny Lyon, Gene Daniels, David Hiser, Arthur Greenberg, Marc St. Gil, Gary Miller, Doug Wilson, Charles O'Rear, Dennis Cowals, Tomas Sennett, Anne LaBastille, Paul Sequeira, Erik Calonius nebo John H. White.
René a Radka fotografují děti v cyklu z let 2005–2008 „Come play with us! …for ever, and ever, and ever…“. V něm představují děti na dětských hřištích v zneklidňující atmosféře Kubrickova hororu. Vše se odehrává v podivné náladě strnulých stylizací, jakoby děti tušily příběhy, které se odehrávají někde v paralelním světě zlověstných výjevů čarodějnic, upírů a démonů. Fotografie z jejich nejnovější kolekce Under Water vznikly všechny pod vodou. Atmosféru jako z jiné reality umocňuje nejistota malých děvčátek, z nichž některá neumí plavat. Jejich těla se mrtvolně vznáší a výjevy vyvolávají jemný mrazivý pocit. S „topícími“ se dětmi zažívají v současné době veliký úspěch. Jejich fotografie otiskly časopisy jako Vogue, Nippon, French, Citizen K, Wound, Milk, New York magazine, Eyemazing a řadu dalších.
Rineke Dijkstra se zabývá dospíváním mladých lidí.
Brazilský fotograf Sebastião Salgado (* 1944) potkával na svých cestách mnoho dětí. „Vždycky se kolem mě rozestoupily, až když jsem si je dal pěkně do řady a vyfotil je, daly mi pokoj,“ „Mají toho už tolik za sebou, že mají ve výrazu zkušenost dospělých, moudrých a smířených,“ říká o svých dětských duších fotograf. Tak vznikla celá série portrétů dětí, jejichž tváře jsou pravdivé. Tvary mříží, za kterými jsou uvězněny děti v ghettu Hočkinova města, mají ostré obrysy – a vystrašené tváře, které vykukují zpoza nich, ostře kontrastují v černobílé fotografii. Mrtvá těla a zbytky tlejících mrtvol nepůsobí na černobílé fotografii tak naturalisticky. O to víc jsou ovšem působivé.
Anne Geddes (* 1956 v Austrálii) je fotografkou a umělkyní žijící na Novém Zélandu. Je pověstná svými stylizovanými snímky dětí, které jsou většinou oblečené jako fiktivní postavy, víly, pohádková zvířátka nebo květiny. Její práce je extrémně idealizovaná: děti na jejich fotografiích téměř vždy spí nebo se dívají nepřítomně do prázdna, jako by byly v mateřském lůně.
Loretta Lux (* 1969, Německo) se nechává inspirovat ilustracemi pohádek bratří Grimmů a digitálními úpravami se snaží o nadpřirozeně vyhlížející děti v nejmenším věku. Fotografuje dětské portréty, kterým záměrně zvětšuje oči a hlavy v grafickém editoru na počítači. Děti vypadají po úpravě velice sladce a líbezně, mají dlouhé, výrazné řasy, výrazné obočí, v obličeji převládá čistá jemná světlá barva. Hlavu zdobí pečlivě zastřižené a učesané vlasy, oblečení, které mají na sobě ladí s okolním prostředím. Jejich strnulé uhrančivé pohledy přímo na diváka nahánějí až mrazivou hrůzu. Snímky jsou zasazeny do mystického prostředí připomínající horor Addam's Family. Loretta Lux jakoby geneticky zapadla do kategorie umělců jako Rineke Dijkstra, Anne Gedes a Margaret Keane. Lux se nechala inspirovat od Viktoriánských portrétních fotografů jako byli Julia Margaret Cameronová a Lewis Carroll.
Desire Dolron vytváří portréty dívek vizuálním ztvárněním vlámských malířů.
Dalšími fotografkami dětí jsou např. Wendy McMurdo nebo Hellen van Meene, nově pak Lovisa Ringborg, Peterina Hicks, ...
Jill Greenberg (* 1967) nasnímala cyklus End Times, který představuje sérii hyperrealistických portrétních fotografií batolat, které měly tváře pokřivené různou emocionální úzkostí. Snímky odrážely frustraci autorky s vládou George W. Bushe a křesťanským fundamentalismem ve Spojených státech. Děti rozplakala v některých případech tak, že jim nabízela sladkosti, které jim pak zase brala. Toto kontroverzní jednání bylo předmětem diskuse v roce 2006, byla obviněna z neetického jednání a vyvolala předložení velkého počtu stížností na uměleckou galerii, která veřejnou výstavu jejích prací hostila.
Julie Blackmonová (* 1966) žije a pracuje v Missouri. Témata pro své fotografie čerpá z vlastní zkušenosti – vyrůstala v početné rodině a zároveň její současná role matky a fotografky dává možnost zobrazovat nadčasovost rodinné dynamiky. Jako nejstarší z devíti dětí a sama matka tří, využívá své vlastní rodiny a domácnosti a „dokumentárně zkoumá fantastické prvky našeho každodenního života“. Zajímala se o díla fotografů jako byli například Sally Mann nebo Keith Carter. Díky svým osobním zkušenostem a rodinným vztahům přidává Blackmonová prvky humoru a fantazie k vytvoření děl, která se dotýkají každodenní reality i fikce. Mind Games je první velký cyklus fotografií, ve kterém zkoumá dětské hry na černobílých fotografiích. V roce 2004 získala série čestné uznání na projektu Project Competition hostovaný v centru Santa Fe Center for Photography and a získal ještě ocenění Society of Contemporary Photography v Kansas City. Po ukončení cyklu Mind Games Blackmonová přešla na barevný film a začala využívat digitální technologie, zintenzivnila barvu svých fotografií, a začala používat prvky koláže – několik snímků vkládala do jednoho obrázku. Výsledné fotografie z rodinného života jsou plné výtržnictví a hravosti a působí všechny dohromady někdy nemožně až nereálně. Blackmonová říká, že obrazy jejího cyklu Domestic Vacations připomínají živé obrazy nizozemských a vlámských malířů 17. století, zejména chaotické rodinné scény Jana Steena. „Na míru šité“ prostředí a pečlivě umístěné rekvizity jsou často rysy její práce.
Vee Speers australská fotografka fotografující dětské portréty parafrázující narozeninovou oslavu její dcery.
Diane Arbusová (1923–1971) byla americká fotografka, známá svými portréty lidí na pokraji společnosti, jako jsou transvestité, trpaslíci, giganti, prostitutky, ale také dvojčata nebo lidé v neobvyklých pózách a situacích. Na snímku Identická dvojčata se zabývá podobností dvojčat. Tímto tématem se pak zabývala celá řada dalších fotografek.
- Ouka Leele (* 1957, Madrid, Španělsko) pro charitativní účely pořídila fotografii nazvanou Spirála solidarity. Z padesátimetrového jeřábu nasnímala obří spirálu, kterou svými těly vytvořily kolumbijské děti žijící na ulici. Fotografka je oblékla do červených a bílých pláštěnek a seskupila je do tvaru šnečí ulity.[32]

Dalším velmi dobře známým dětským portrétem je Šarbat Gula, což je afghánská žena, kterou vyfotografoval americký fotožurnalista Steve McCurry. V době pořízení fotografie žila Gula jako uprchlík v Pákistánu během sovětské okupace Afghánistánu. Portrét se proslavil po celém světě ve chvíli, kdy byl v roce 1985 zveřejněn na obálce červnového vydání magazínu National Geographic v době, kdy jí bylo asi 12 let. Gula se proslavila prostě jako afghánská dívka, než byla oficiálně identifikována v roce 2002. Fotografie byla přirovnávána k da Vincimu obrazu Mony Lisy a někdy je také označována jako Afghánská Mona Lisa.
- Gottfried Helnwein (* 8. října 1948 ve Vídni)

### České země
| „                   | Děcko. Není pravda, že dítě je přirozené. Je naopak hrozně strojené. Před aparátem vysype všechny možné posy, jež okoukalo od voskových manekýnů, ve výkladních skříních, od maminky, ... I ono má svou masku, a s nezkušeností a nemotorností, ale s neobyčejnou tvrdohlavostí hraje svou úlohu. A ani ono nechce být na fotografii být tím, čím je, nechce být děckem. | “ |
| — František Drtikol | |   |

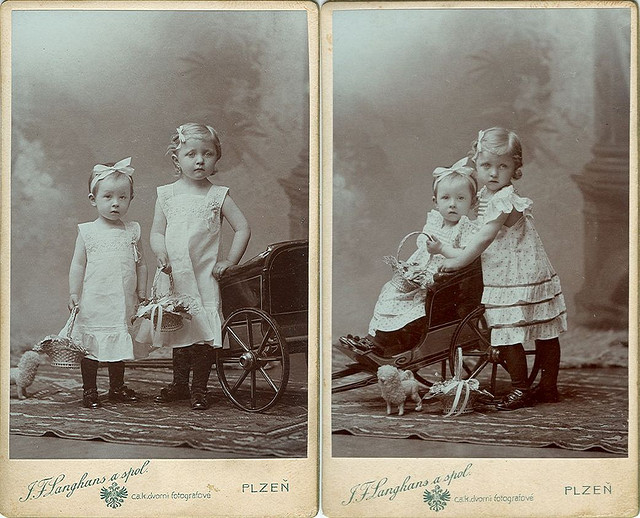
Jan Nepomuk Langhans: Snímky dětí z plzeňského ateliéru, asi 1905

Rudolf Bruner-Dvořák (1864–1921 Praha) byl zakladatelem žurnalistické fotografie a průkopníkem fotografické reportáže v českých zemích. Fotografoval pro císaře Františka Ferdinanda Rakouského z Este. Začal následníka trůnu doprovázet na honech, při zábavách ve Sv. Mořici. Fotografoval jeho rodinu i ve vysloveně rodinných situacích. Snímky zachycující Ferdinandovy děti při hrách jsou přirozené a nenucené.
V Českých zemích se dále objevují fotografky a fotografové, kteří navazují na tvorbu svých kolegyň a kolegů ze zahraničí. Dagmar Hochová fotografuje děti, které je možné nalézt v díle Mary Ellen Mark, Diane Arbusová nebo později třeba Rineke Dijkstra či Loretty Lux. Děti fotografuje také Markéta Luskačová na svých cestách do Londýna, v duchu avantgardy tvoří Emila Medková a Běla Kolářová pracuje se svým manželem Jiřím Kolářem.
Dagmar Hochová (1926–2012, Praha) studovala u Jaromíra Funkeho, Josefa Ehma a později se stala jednou z prvních studentek prof. Karla Plicky. Už během studií spolupracovala s časopisy a s nakladatelstvími pro děti, především nakladatelství Albatros. Tato spolupráce ovlivnila její celoživotní zaměření na reportážní a dokumentární fotografii. Proslula svými cykly Děti, Síla věku, Dvojice, Svátky a slavnosti. Její fotoaparát zachytil životní okamžiky malých a přehlížených, děti, staré lidi a jeptišky. Jako fotografku ji to vždy přitahovalo na místa, kde se něco dělo.
| „                                   | Dáša Hochová dětem rozumí. Ani na okamžik je nevnímá jako objekt jakéhosi sentimentu; děti jí jsou vždy partnery a ona je nadšena, když v nich nalézá životaschopnost, která jim v budoucnu pomůže rozvinout se v dospělou osobnost. Sleduje je mnohdy s radostnou jízlivostí, s porozuměním pro jejich přirozenou nenucenost, zároveň jim ale svou vitální přítomností dává podnět ke zvlášť pádnému projevení své podstaty. | “ |
| — PhDr. Marie Klimešová, duben 2001 | |   |

Její dílo se vymyká dobové tvorbě nejen nekonformností námětů a tvrdošíjností v hledání a odkrývání lidských okamžiků, ale i programovou rezignací na zažité a osvědčené tvůrčí konvence. Nerespektovala žádná kompoziční pravidla, pohrdala aranžováním scén a fotografovaných lidí či objektů, nesnášela umělé osvětlení, zejména bleskové světlo, nezajímala jí technická preciznost. Hlavní pro ni byla síla výpovědi o člověku a té pak podřizovala vše. Za svou zásadní práci považovala snímek Proti zdi z roku 1960, portrét dvou kluků, kteří vší vervou skáčou proti oprýskané stěně a kopou do ní. Je na něm vidět jejich nespoutaná snaha překonat překážku, i když moc dobře vědí, že si o ni leda tak zničí boty.
Markéta Luskačová (* 1944, Praha)
František Dostál (* 1938, Praha) je současný amatérský český reportážní a dokumentární fotograf žijící v Praze. Jeho nejslavnějším souborem jsou Letní lidé, který vytvořil mezi roky 1968–1990 ve Zlenicích na řece Sázavě. Námětem jeho tvorby v posledních 30 letech jsou především lidé pražských ulic. Pro jeho dílo je typický jemný humor těžící z často absurdních setkání více nesourodých prvků na jednom obrazu.
Jindřich Štreit (* 1946 Vsetín) je český dokumentární fotograf a pedagog, který se zaměřuje na dokumentování života na venkově a obyvatele českých vesnic.
Alena Šourková napsala na toto téma několik knih, například Dítě před objektivem, Orbis, Praha 1959 nebo Putování za živým snímkem, Práce, Praha 1964
Jaromír Čejka
Dana Kyndrová (* 1955, Praha) je současná dokumentární fotografka se zaměřením humanistickou fotografii a své projekty zpracovává většinou černobíle. Cyklus Per Musicam Aequo (1997–1998) vznikl na Konzervatoři a ladičské škole Jana Deyla v Praze, ve Škole Jaroslava Ježka pro nevidomé a zrakově postižené v Praze, na Tmavomodrém festivalu v Brně a na Mezinárodní soutěži nevidomých a slabozrakých hudebních interpretů v Mariánských Lázních. Mají zrakově postižené podporovat.
Josef Koudelka (* 1938, Boskovice) je český fotograf a člen proslulé agentury Magnum Photos.
Marie Šechtlová (1928–2008 Praha) zastávala styl poezie všedního dne.
Viktor Kolář (* 1941 Ostrava)
Milada Einhornová (1925–2007 Praha) začala fotografovat koncem války, pak pracovala u filmu jako skriptka a asistentka kamery. Vystudovala filmovou fotografii na FAMU, po dokončení fotografovala knižní příběhy pro děti. Od sedmdesátých let se svým manželem Erichem Einhornem vydávala fotografické vlastivědné publikace.

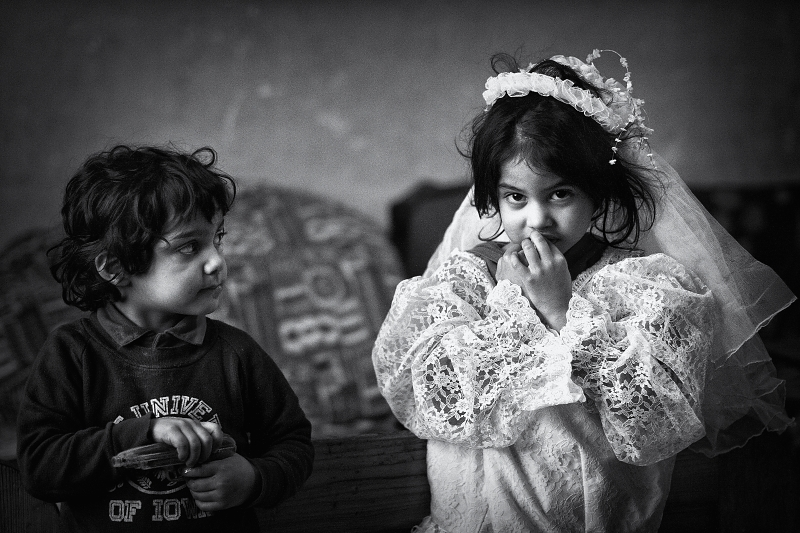
Tamara Černá: Děti Hrušova

Ke známým cyklům Tamary Černé patří série Děti Hrušova, ve kterém portrétovala nejmenší obyvatele této části Ostravy. Miroslav Myška přirovnal Tamaru Černou k takovým autorům jako byli Josef Koudelka, Fedor Gabčan nebo Petr Sikula, kteří se také zabývali romskou tematikou. Autorka se velmi přiklání k zobrazování krásy a lidskosti.
Jaroslav Žiak je slovenský fotograf, který se věnuje čisté, nemanipulované fotografii snímané jak v ateliéru tak i v exteriéru. Typické pro něho jsou mnohaleté projekty, pracuje i na několika najednou. Tematicky převládá zejména inscenovaný portrét, mnohdy však jde o čistě dokumentární záznam skutečnosti. Zájem soustřeďuje hlavně na časosběrný portrét. Od roku 1998 sleduje vývoj své dcery v aranžovaných portrétech.
Dita Pepe – děti jsou součástí spojené fiktivní rodiny.

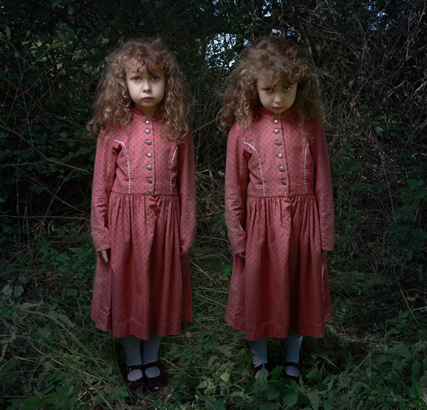
Tereza Vlčková: Two, 2007

Tereza Vlčková (* 1983) fotografuje děti v několika cyklech. V sérii Little Garden, v pohádkové atmosféře a sladkobolnosti idealizovaných mladých žen na lesních mýtinách a horských loukách můžeme najít vzory obrazů anglických prerafaelitů. Na druhou stranu ostré jasné barvy, akcent na vyumělkovanou líbivost a vědomá exploatace kýče mohou připomenout práce Pierra a Gillese. V cyklu A Perfect Day, Elise snově levitují křehké dívky na vrcholcích beskydských kopců. Inspiruje se Alenkou spisovatele a piktorialistického fotografa Lewise Carrolla. Ve výskocích křehkých dívek, jimiž se snaží dostat z gravitace reálného světa a vznést se z přízemnosti do duchovních výšek, najdeme inspiraci symbolistickými díly z přelomu 19. a 20. století. Ve své sérii Two (Dvojice) vytváří klony a konfrontuje je se skutečnými dvojčaty. Magickými portréty se snaží poukázat na jejich dokonalou podobu fyzické a duševní stránky, které vkládá na pozadí až hororově působící panenské přírody křivolakých větví a temných lesů. Podobným tématem se zabývaly autoři Loretta Lux (snímek Sasha a Ruby), Rineke Dijkstra (Chen a Efrat), Diane Arbusová (Identická dvojčata), August Sander, Dagmar Hochová, Mary Ellen Mark, Wendy McMurdo nebo Chantal Michel. Najdeme paralely s díly starých italských a španělských mistrů, i s filmy Stanleyho Kubricka The Shining nebo Tima Burtona Sleepy Hollow. Na snímcích nelze jednoduše rozeznat, kdy se jedná o skutečná dvojčata a kdy o klony. Autorka se snaží prozkoumávat identitu maximálně fyziologicky blízkých lidí, jejichž vnější podobnost zdůrazňuje stejným oblečením i stejnými účesy. V jemných kontrastech a podobách výrazů jejich tváří s překvapivě dospělými výrazy přitom akcentuje otázky, zda stejně blízký je i jejich psychický svět a jejich charakter či jaké jsou jejich vzájemné vztahy nebo kolik tváří se v každém z nás skrývá.

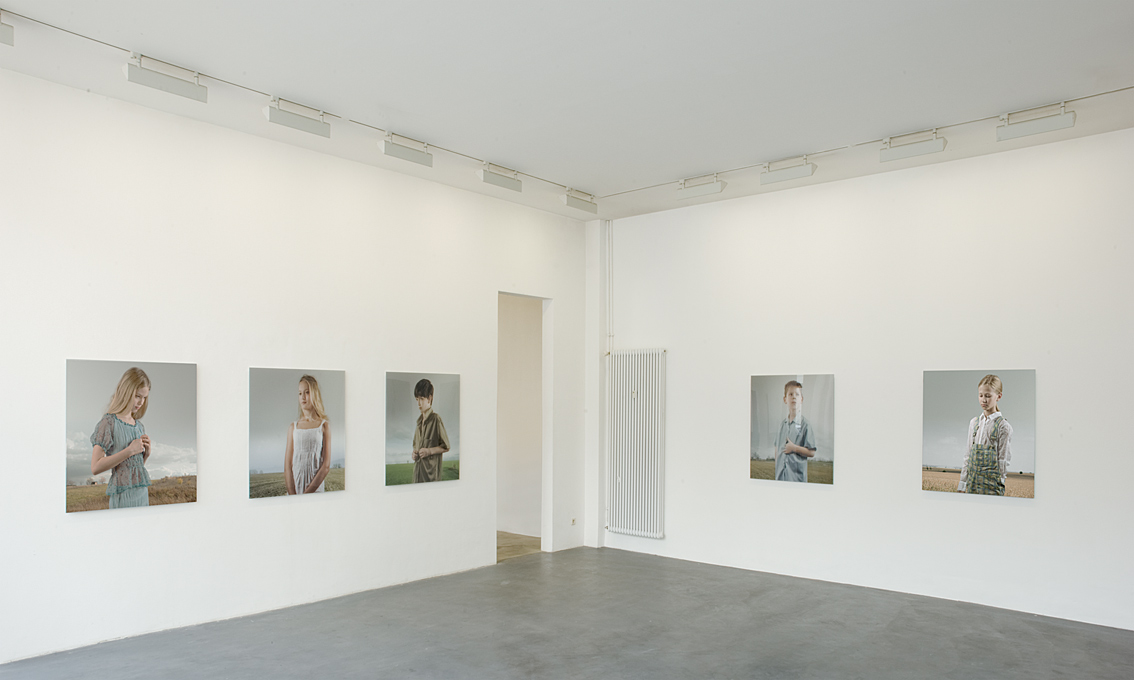
Barbora a Radim Žůrkovi: Instalace snímků na výstavě v Německu, galerie Heinz-Martin Weigand, cyklus Zástupní

Manželská dvojice Barbora Žůrková (* 1987) a Radim Žůrek (* 1971) se ve svých dílech zajímá hlavně o téma klonování a geneticky modifikovaných vztahů. V souboru Potomci, jímž poprvé výrazně zaujali během svého společného studia na Institutu tvůrčí fotografie, vytvořili fiktivní děti autorky, chameleonsky měnící podobu, a různých mužů včetně jejího vlastního manžela. Komparativní trojice portrétů je vlastně působivou hrou, v níž se ve tvářích neexistujících adolescentních dětí, vymodelovaných v počítači, spojují typické rysy obličejů obou údajných rodičů. Hlubší sociologický a psychologický podtext má i nejnovější cyklus manželů Žůrkových Zástupní, který je vyvrcholením jejich dosavadní tvorby, zahrnující i další práce (např. cyklus expresivních portrétů slepců The Blind, oceněný v soutěži Czech Press Photo). V prázdných krajinách s nízkým horizontem a zamračenou oblohou autoři zobrazili dívky a chlapce na prahu dospívání, kteří svými tvářemi (upravenými v počítači) připomínají dětské podoby či klony mnoha celebrit, všeobecně známých z televizních obrazovek nebo stránek novin a časopisů – herců Harrisona Forda, Al Pacina nebo Christophera Walkera, hereček Penélope Cruz, Joan Collins a Jessicy Lange, modelky Claudie Schiffer, fotbalistů Pelého a Pavla Nedvěda, zpěvačky Björk, „krále popu“ Michaela Jacksona, tenisty Borise Beckera a dokonce i Wolfganga Amadea Mozarta. Na první pohled zaujme už obrazová a řemeslná kvalita samotných idylických portrétů dívek a chlapců na rozhraní mezi dětstvím a dospíváním. I když oblečení, účesy i digitálně zvýrazněná podoba těchto adolescentů nápadně připomínají sebevědomé slavné a bohaté osobnosti, z jejich tváří přímo vyzařuje nejistota, zmatek a melancholie. To ještě umocňují smutné krajiny bez slunce a tlumené barvy. Žůrkovi tak zdůrazňují napětí ve vztahu mezi originálem a jeho klonem.
Barbora Prášilová
Vendula Knopová

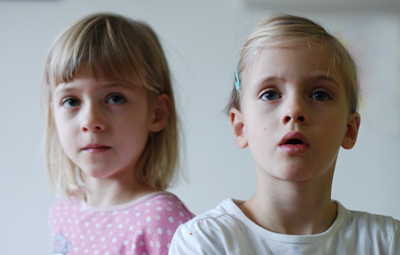
Sylva Francová: Diváci, 2011

Sylva Francová (* 1973) vytváří umělecké projekty, které jsou většinou časosběrnými sondami do různorodých sociálních skupin a prostředí. Více než o objektivní dokument pozorovaného jde ale Sylvě Francové o zviditelnění každodenních, často už nevnímaných, jemných emocí okolí.

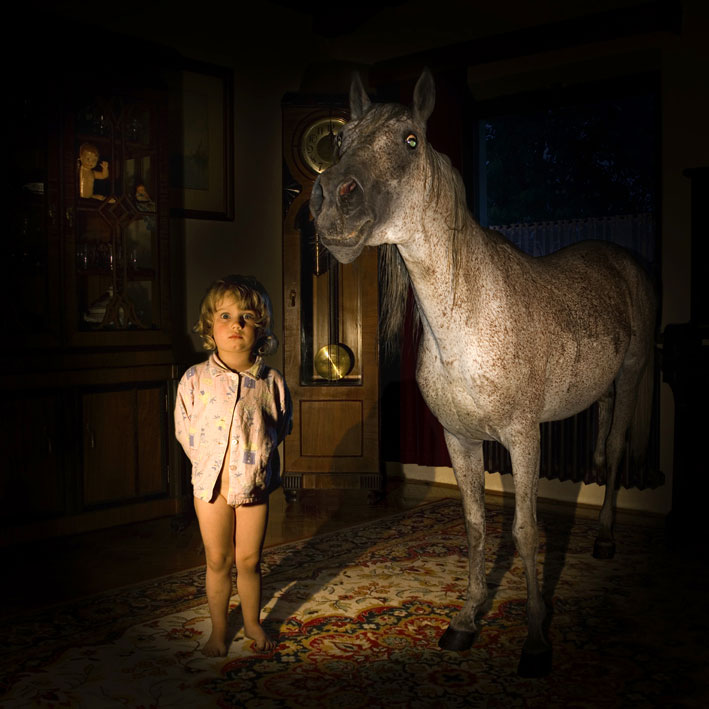
Barbora Bálková: Noční přízrak – Kůň, 2009

Barbora Bálková (* 1978) je autorkou cyklu Denní a noční přízraky, které jsou imaginativní sondou do raných dětských vzpomínek. Noční přízraky znázorňují situace a činnosti, které nejsou běžné v zachycené noční hodině, ani neodpovídají fyzickému stáří jejich protagonistů. Jsou jakoby zmrazené v čase, v momentu překvapení, podobně jako když reflektory auta osvítí přes vozovku přebíhající zvěř a po oboustranném překvapení zůstane jen vzpomínka – vjem, jehož skutečnost se dá zpochybnit a nahradit možnou iluzorností mikrospánku, či považovat za výplod fantazie. V Denních přízracích otázku po reálnosti daného výjevu navíc rozostřuje fakt, že se vše odehrává na ploše dopravních pouličních zrcadel, které zrcadlící se události odkazují spíše na realitu snu, bludu, či dětské imaginace. Zneklidňující je i osamělost „přízračných jedinců“. Ti se své podivné činnosti věnují příliš samozřejmě. Jsou plně zaujati sami sebou ve své simultánní realitě, dokud si do ní ovšem nezasvítíme šajnící baterkou a jako divák vyplašené přízraky na okamžik neprolneme s realitou naší.

## Kompozice
| „             | Děti jsou srandovní, fotografování jim nevadí a na fotkách vypadají bezvadně. | “ |
| — Ondřej Neff |                                                                               |   |

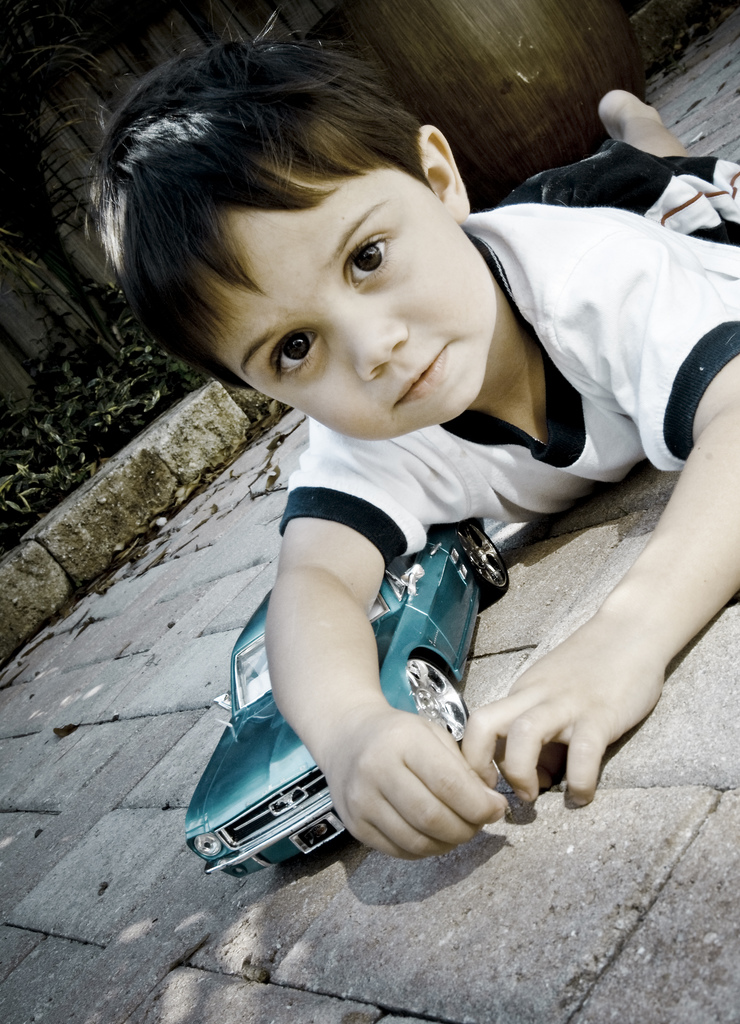
Chlapec s autíčkem

- Při fotografování dětí je dobré snímat ve výšce jejich očí, je proto dobré mít dobrou kondici. Fotograf snímá z podřepu, vkleče nebo vleže.[55]
- Jeden z triků při komponování dětí je jednoduchý: jeden člověk fotografuje a jiný člověk na sebe váže pozornost, mluví na děti, hraje si s nimi. Jedna z možností je postavit se těsně vedle fotografa nebo za něho, aby se dítě dívalo více méně směrem k objektivu.[56]
- Je dobré doplnit portrét rekvizitou, známé jsou snímky ze školky, na kterých chlapci drží hračku automobilu a děvčata panenku.
- Anne Geddes fotografuje děti když jsou vyspalé, najedené a spokojené.
- Pokud je při reportážní fotografii přítomno více osob, Ondřej Neff doporučuje své pravidlo tří, které říká, že pokud jsou na snímku více než tři osoby, začíná působit chaoticky a nepřehledně. Když se nezkušený fotograf ocitne uprostřed událostí, bezmyšlenkovitě „fotografuje všechno“, aby „tam všichni byli“. Výsledkem jsou chaotické snímky bez hlavního objektu, který snímku dominuje. Je dobré pozorovat dění okolo sebe a snažit se zachytit jednotlivé drobné události.[57]

- Zasazení do typického prostředí řekne o portrétovaném dítěti mnoho.[1]
- Už malé děti se naučí pro fotoaparát pózovat a jakmile spatří fotografa, vykouzlí strojený úsměv. Začíná být problém dosáhnout snímků, kde objekt vypadá přirozeně a nestrojeně.[1]

## Technika
| „                               | Pořídit dobrý nearanžovaný snímek dítěte vyžaduje mnoho trpělivosti a fotografického materiálu. | “ |
| — Hana Wawerková-Kořánová, 2003 |                                                                                                 |   |

- Děti se pohybují před fotoaparátem velmi rychle, pro ostré snímky je proto lepší zvolit prioritu rychlého času (co nejkratší čas) při plně otevřené cloně.
- Při snímání v interiéru nebo při nízkém přirozeném osvětlení je třeba se snažit o co nejkratší doby osvitu v rámci možností a bleskem prosvětlovat stíny a zvyšovat ostrost. Blesk do snímku vtiskne ostré prvky (bělmo očí, lesky na vlasech, světlé části oděvu a podobně).[58] Při fotografování s bleskem je lépe se vyvarovat efektu červených očí.

- Některé snímky dětí lze pořizovat technikou sériového snímání.[59]
- Při pořizování těhotenských snímků (aktů a poloaktů) se doporučuje několik hodin před fotografováním ze sebe svléci věci, které způsobují na těle otlaky (punčochy, stahovací těhotenské pásy, náramky, hodinky a podobně).[60]
- Použití teleobjektivu umožní fotografovat z větší vzdálenosti a nenarušovat tak osobní zónu dítěte.[55]

- Odrazná deska použitá v exteriéru eliminuje stíny při prudkém denním světle a také vytváří v očích portrétovaného dobře působící světelné odrazy. Oči se tak díky odlesku rozzáří a oživí. Tento trik s deskou lze použít i během zamračených období, místo desky lze využít i světlé oblečení.[55]
- K dosvětlení scény lze použít i externí blesk, který je o několik EV podexponovaný a pouze prokresluje stíny.[55]
- Nízké clonové číslo a malá hloubka ostrosti oddělí dítě od pozadí, které pak nepůsobí rušivě. Při pohybu dětí a nízké cloně se může model dostat mimo hloubku ostrosti.[55]
- Je vhodné také dítě zaujmout hračkou, která s ním komunikuje. Pokud chce fotograf dosáhnout přímého pohledu do fotoaparátu, může si nasadit šaškovský nos, mluvit jako pohádková postava nebo podobně.[55]
- Snímek by měl mít hlavní motiv.
- Předvídejte, přizpůsobujte se, komponujte podle kompozičních pravidel.[61]

- Před samotnou akcí je v ideálním případě dobré si projít část okolí a pořídit několik zkušebních snímků. Zjistí se, z jakých míst bude možné fotografovat, výběr vhodného stanoviště, ohniskové vzdálenosti a způsobu kompozice.[61]
- Sledujte děj nejen před sebou ale také kole sebe, aby vám neunikl důležitý moment.[61]
- Buďte stále ve střehu a ostřete dopředu, abyste nemuseli čekat, až fotoaparát zaostří a poté mohli exponovat. Předostření je ideální především při akčních záběrech.[61]

## Posmrtná fotografie

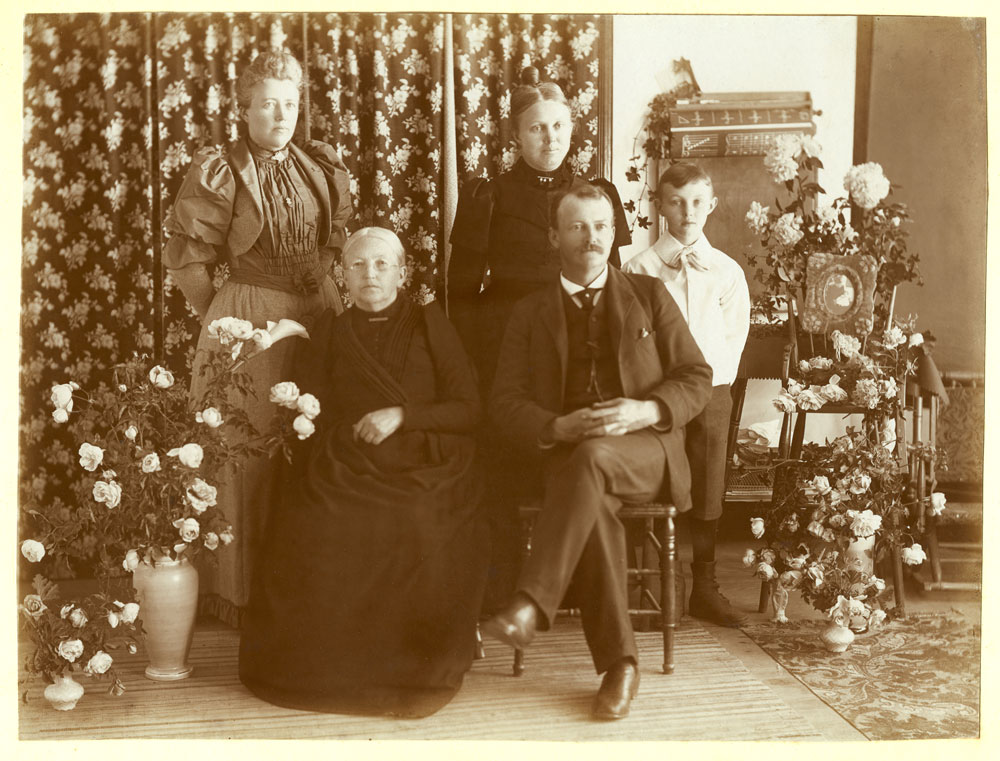
Smuteční snímek pořízený u příležitosti úmrtí v rodině, v pozadí je urna s ostatky zemřelého dítěte a členové rodiny jsou oblečeni ve smutečním černém šatu, asi 1894

Posmrtná fotografie (jinak pamětní fotografie) jako fotografování nedávno zesnulého člověka umožnila občanům střední třídy pořídit památku pro blízké příbuzné zemřelé osoby. Tyto fotografie sloužily spíše jako připomínka na smrt než jako památka na zemřelého. To platilo zejména na kojence a malé děti. Ve viktoriánském období byla míra dětské úmrtnosti značně vysoká a posmrtná fotografie byla jednou z mála vzpomínek na dítě, kterou rodina měla. Pozdější vynález carte de visite umožnil pořídit více kopií, které byly pořízeny z jednoho negativu, a kopie obrazu mohly být zaslány příbuzným. První posmrtné fotografie byly obvykle detailem obličeje nebo záběrem celého těla, ale málokdy byla zobrazena i rakev. Zesnulý je obvykle zobrazen jako by byl v hlubokém spánku, někdy se naaranžoval tak, aby působil co nejrealističtěji. Děti byly často v klidu na gauči nebo v postýlce, někdy se svou oblíbenou hračkou nebo jiným předmětem. Bylo obvyklé, že na společné fotografii byly velmi malé děti s dalšími členy rodiny, nejčastěji se svou matkou. Mrtví dospělí byli často posazeni na židli, nebo byli zafixováni pomocí speciálně konstruovaných opor. Na většině aranžovaných posmrtných fotografiích nechyběly květiny.

## Ceny
- Cena dětí UNICEF – držitele ceny vybírá dětská porota z prací, které postoupí do vyššího kola soutěže

## Galerie

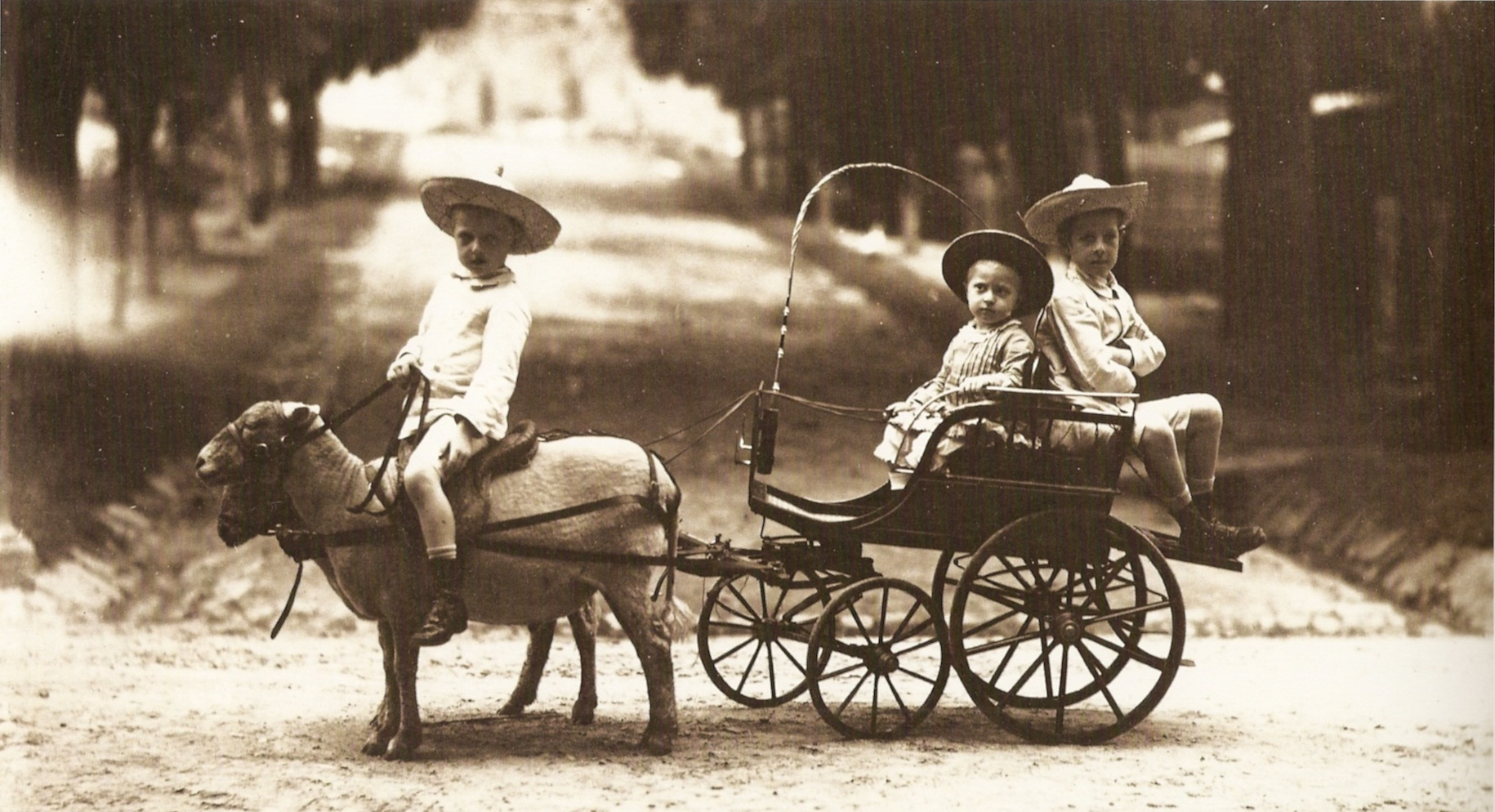
Marc Ferrez: Děti hraběte Gastona Orleánského a princezny Isabely, zleva doprava: Pedro, Antonio a Luís, asi 1883
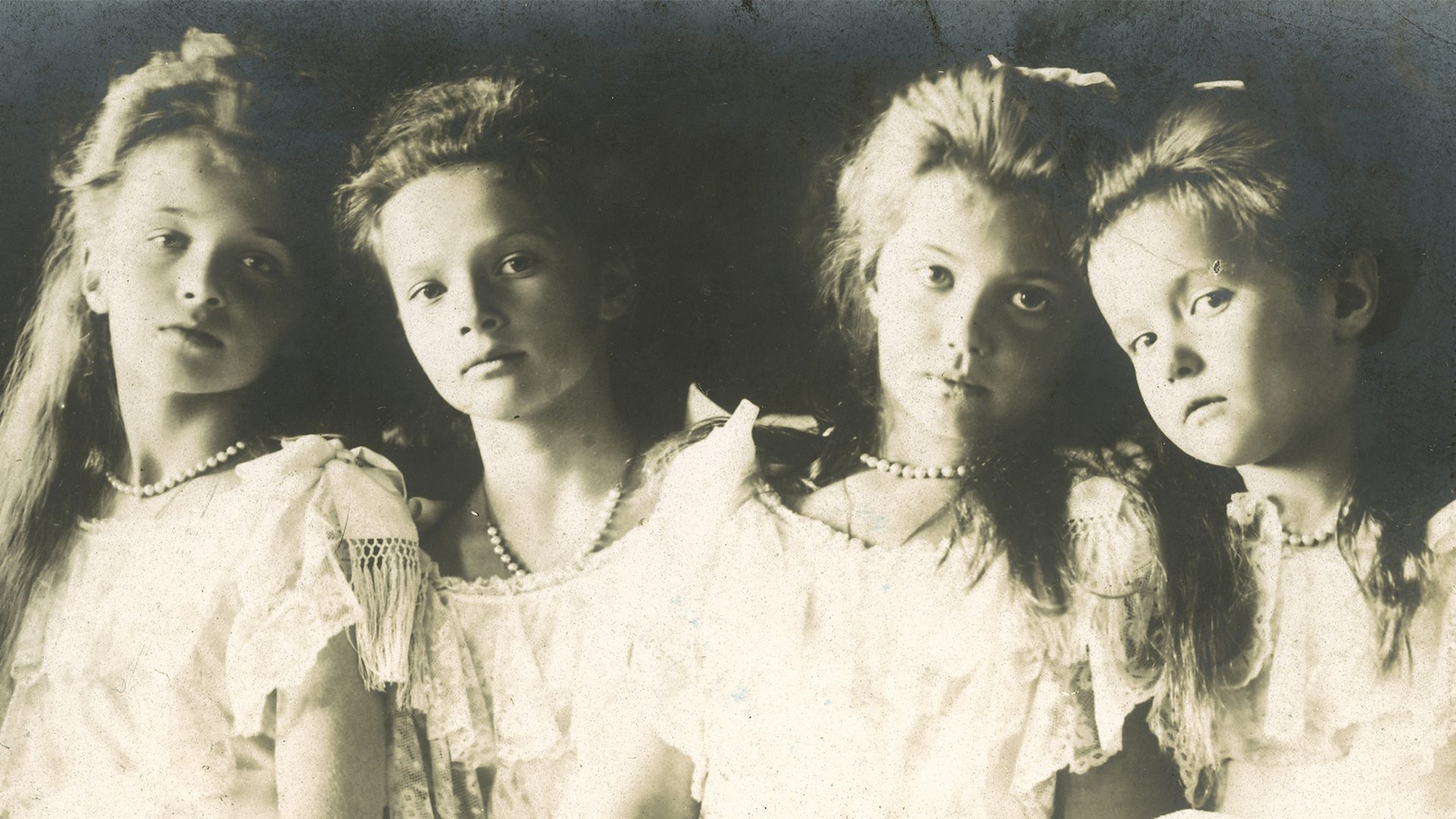
Dcery cara Mikuláše II., zleva: Olga, Taťána, Marie a Anastázie, 1906, neznámý autor
Irving Rusinow: Fotografie dětí s důrazem na pohled očí, výraz v obličeji a ruce
Irving Rusinow: Fotografie skupinky dětí
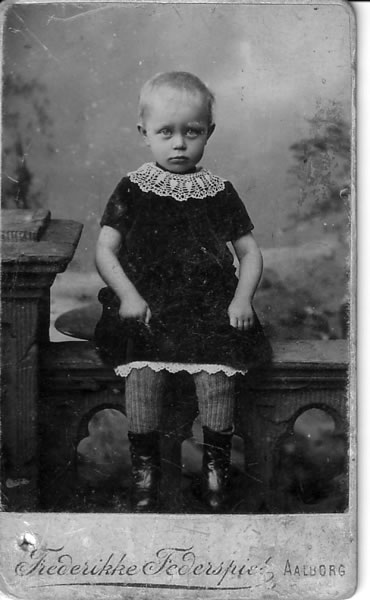
Frederikke Federspiel: dětský portrét, asi 1890
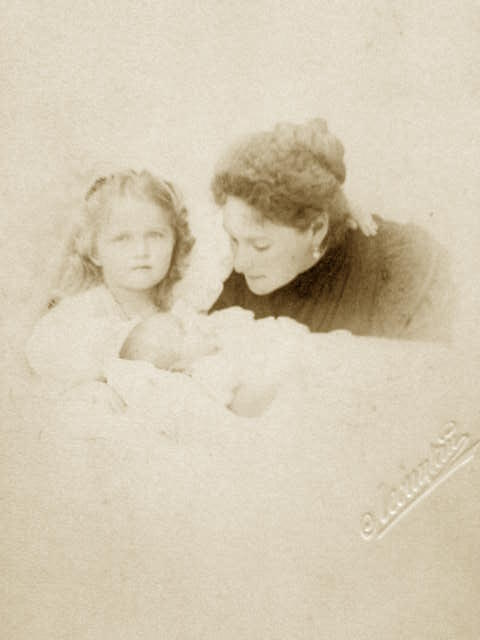
Rafail Levickij: Carevna Alexandra s Olgou a Marií, 1899, Sbírka Di Rocco Wieler Private Collection, Toronto, Kanada
Josef Martini: ateliérový portrét, 1908
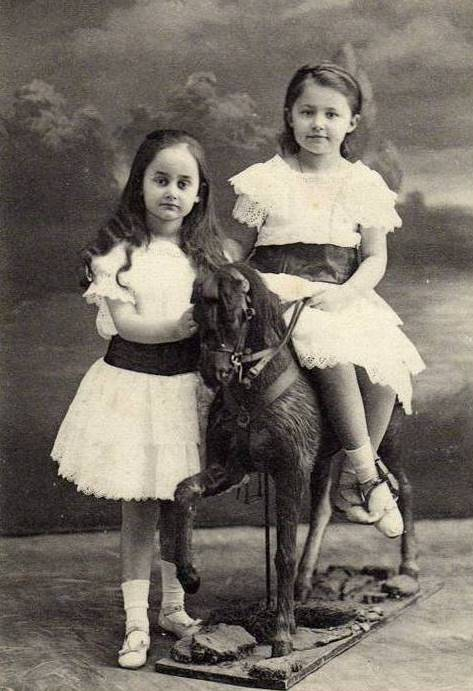
Charles Bernhoeft: Sophie a Elisabeth von Luxemburg, asi 1910
Dorothea Langeová: Fotografie dětí s důrazem na oblečení, výraz a ruce, 1940
Dorothea Langeová: Fotografie malého chlapce z nízké výšky a důrazem na pohled očí, 1940
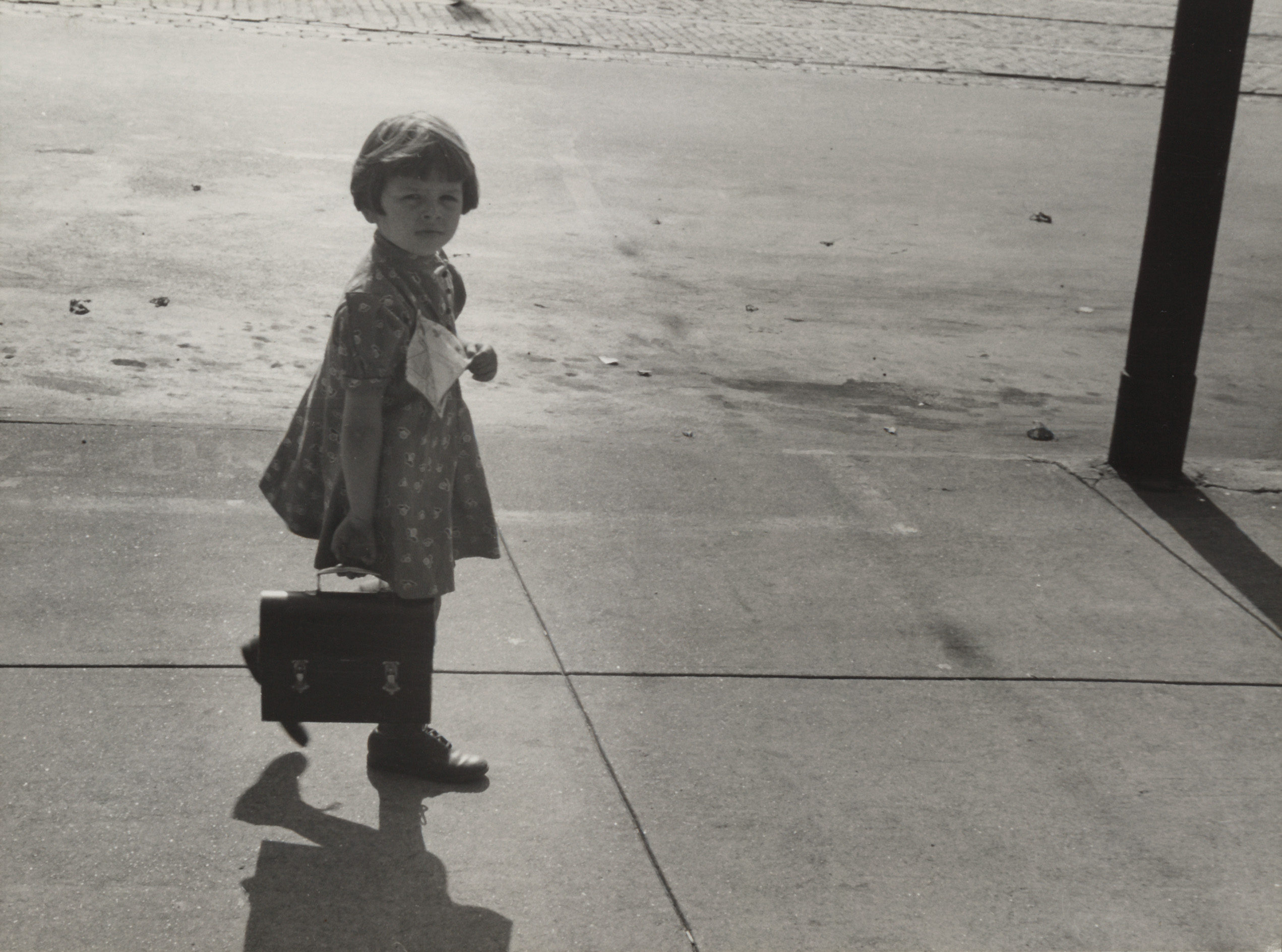
Pohybující se subjekt by měl mít prostor vpředu ve směru pohybu, foto: John Vachon, OWI, 1944
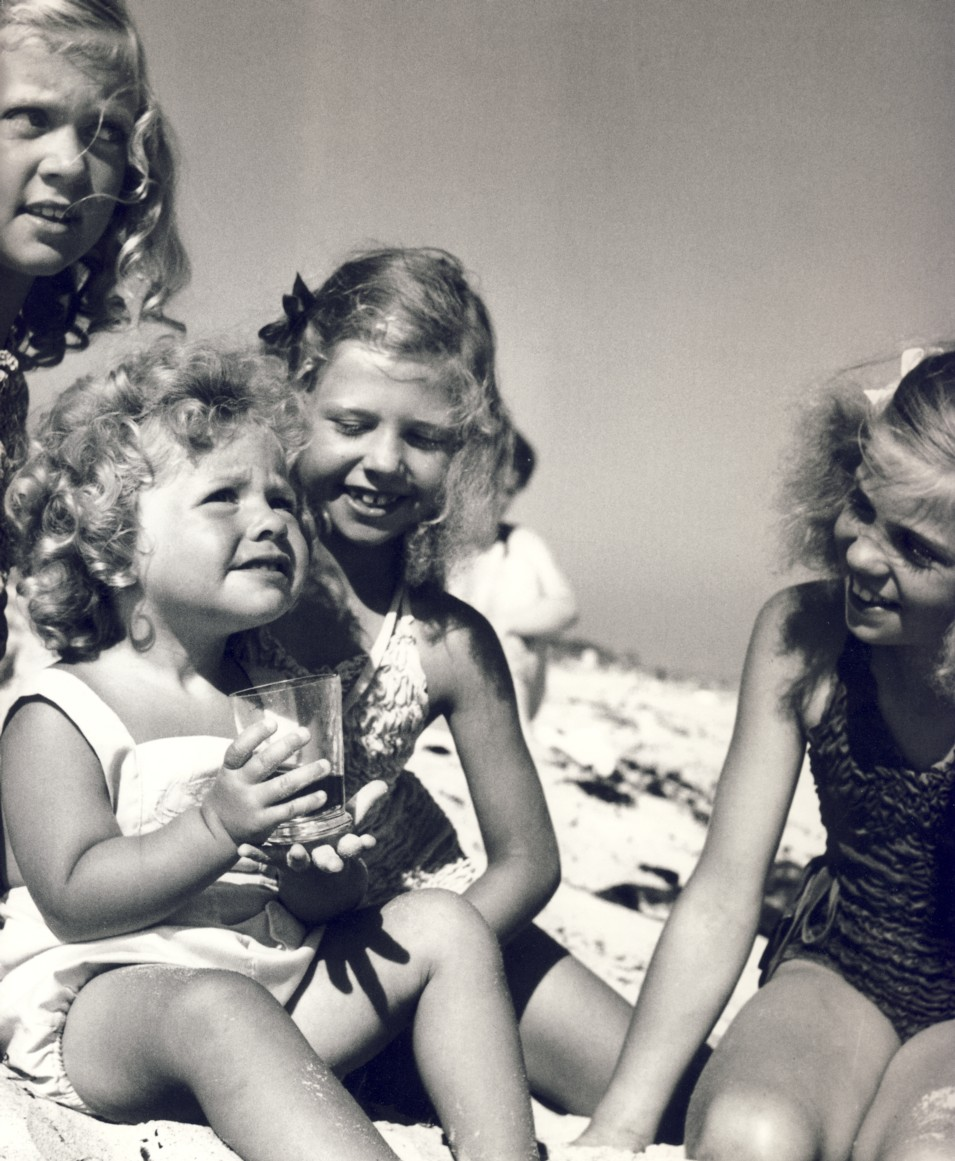
Lennart Nilsson: Princezna Christina, Desirée a Margaretha, Falsterbo, 1945
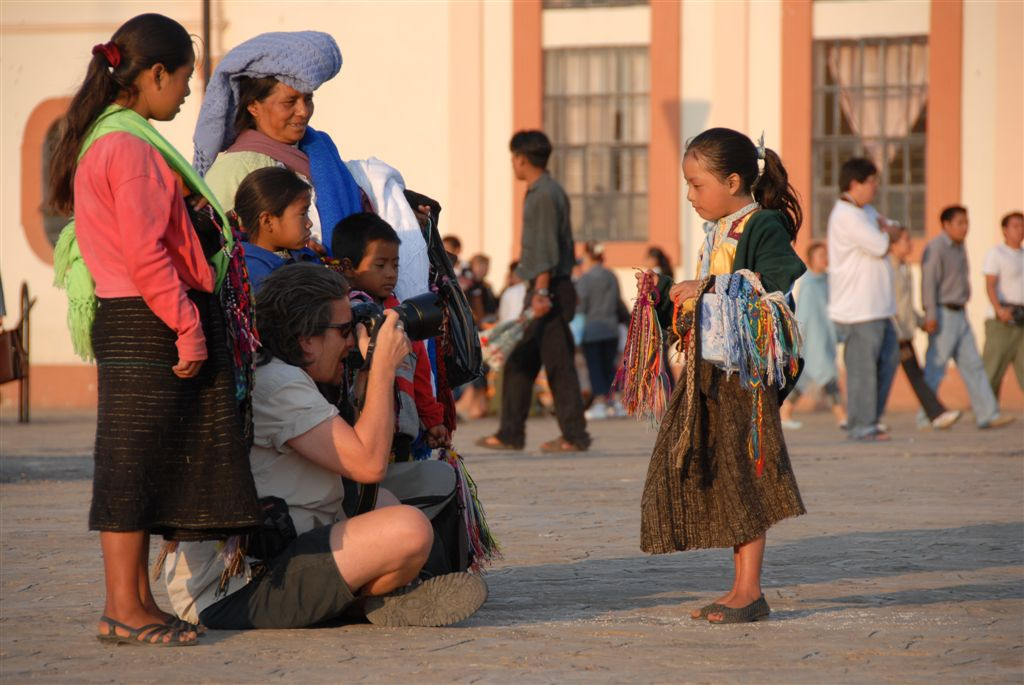
Při fotografování dětí je dobré snímat ve výšce jejich očí, fotograf Victor Diaz Lamich
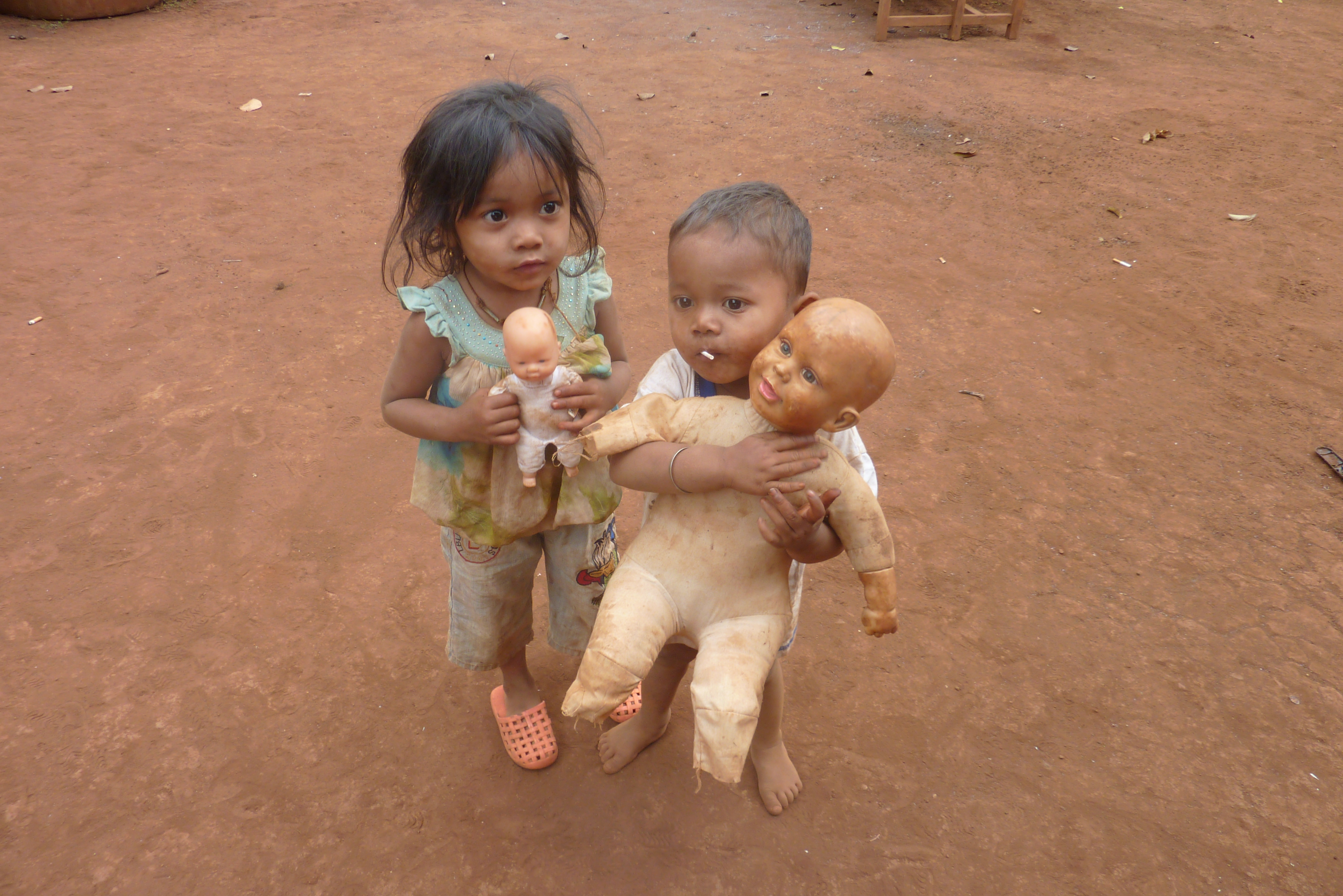
Děti rodiny Thongů fotografované shora, vesnice Kachanh, 2012
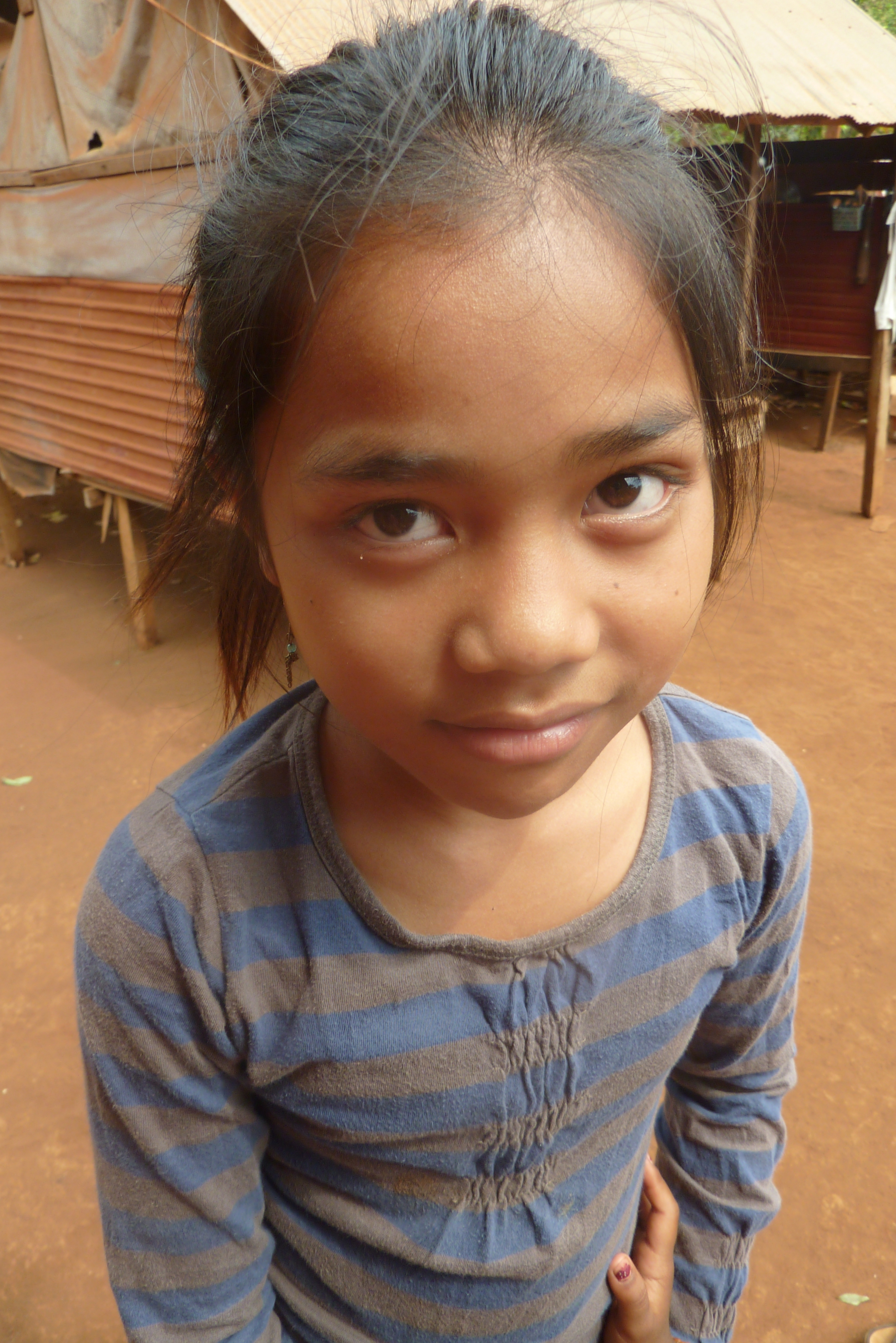
Portrét zblízka širokoúhlým objektivem zvětšil hlavu a zmenšil tělo a nohy, 2012